# Cronologia do Universo Arrow
A seguir se apresenta a cronologia das séries do Universo Arrow (em inglês, Arrowverse), é uma franquia de mídia estadunidense e um universo fictício compartilhado que é centrado em várias séries de televisão interconectadas transmitidas principalmente na The CW e as webséries transmitidas pela CW Seed, desenvolvido por Greg Berlanti, Marc Guggenheim, Andrew Kreisberg, Geoff Johns, Ali Adler, Phil Klemmer, Salim Akil e Caroline Dries com base em personagens que aparecem nas publicações da DC Comics. O universo compartilhado, muito parecido com o Universo DC e o Multiverso DC nos quadrinhos, foi estabelecido cruzando elementos comuns da trama, cenários, elenco e personagens que abrangem seis séries de televisão live-action e duas séries animadas.

## Desenvolvimento
A franquia começou em Arrow, que estreou em outubro de 2012. Seguiu-se em The Flash em 2014, e na websérie animada Vixen em 2015. A franquia foi expandida ainda mais em 2016, quando em janeiro de naquele ano, uma nova série intitulada Legends of Tomorrow foi lançada, estrelando personagens recorrentes de Arrow e The Flash. Mais tarde naquele ano, a série Supergirl estreou na CBS, tendo naquela temporada um crossover com The Flash, na segunda temporada a série foi transferida para a The CW, onde permaneceu desde então. Uma segunda websérie animada, Freedom Fighters: The Ray, foi lançada em 2017, seguida por Ray Terrill / The Ray, que faria uma aparição live-action durante o evento crossover daquele ano, "Crise na Terra-X". Além das séries live-actions e das webséries, a franquia gerou três séries promocionais live-action na web Blood Rush, Chronicles of Cisco e The Flash: Stretched Scenes foram lançadas em 2013, 2016 e 2017, respectivamente. Também lançou uma série de outras mídias através de quadrinhos, livros e guias inspirados nas suas diferentes séries, dando continuidade nas histórias apresentadas nas séries de televisão e nos crossovers do universo compartilhado. Uma quinta série, Batwoman, estreou em 2019, e uma sexta série, Superman & Lois, está prevista para em janeiro de 2021. Desde 2014, tem ocorrido um evento anual de crossover envolvendo muitas das séries live-action do Universo Arrow. Matt Ryan reprisou seu papel como John Constantine da série em live-action Constantine do canal NBC em aparições como convidado especial em episódios de Arrow e Legends of Tomorrow, antes de se tornar um personagem regular, na última, além de continuar as histórias da série anterior.
Os crossovers de 2018 e 2019, "Elseworlds" e "Crisis on Infinite Earths", respectivamente, viram várias séries de televisão e filmes da DC serem retroativamente adicionados ao multiverso da franquia. "Crisis on Infinite Earths" também reiniciou o multiverso, que viu Supergirl se juntar a uma nova terra fictícia, a Terra-Prime, junto com a série Black Lightning, que estava separada até então.

## Cronologia
A lista a seguir apresenta a cronologia de todas as mídias que compõem o universo DC na TV, o Universo Arrow, o que inclui as séries, Arrow, The Flash, Constantine, Supergirl, Legends of Tomorrow, Black Lightning e Batwoman, as webséries animadas, Vixen e Freedom Fighters: The Ray, e vários quadrinhos e livros que dão continuidade as histórias das séries.
| Ordem      | Série                     | Temporada | Temporada | Episódios                                                        | Título                                                                  | Mídia                  | Lançamento original     |
| ---------- | ------------------------- | --------- | --------- | ---------------------------------------------------------------- | ----------------------------------------------------------------------- | ---------------------- | ----------------------- |
| Ano Um     |                           |           |           |                                                                  |                                                                         |                        |                         |
| 1          | Arrow                     | —         | —         | —                                                                | "Arrow Special Edition: Test Drive"                                     | História em quadrinhos | 13 de julho de 2012     |
| 2          | Arrow                     |           | 1         | 1                                                                | "Pilot"                                                                 | Episódio de televisão  | 10 de outubro de 2012   |
| 3          | Arrow                     | 2         | 1         | "Honor Thy Father"                                               | 17 de outubro de 2012                                                   | Episódio de televisão  |                         |
| 4          | Arrow                     | —         | —         | —                                                                | "Arrow#1"                                                               | História em quadrinhos | 8 de novembro de 2012   |
| 5          | Arrow                     |           | 1         | 3                                                                | "Lone Gunmen"                                                           | Episódio de televisão  | 24 de outubro de 2012   |
| 6          | Arrow                     | 4         | 1         | "An Innocent Man"                                                | 31 de outubro de 2012                                                   | Episódio de televisão  |                         |
| 7          | Arrow                     | —         | —         | —                                                                | "Arrow#2"                                                               | História em quadrinhos | 2 de janeiro de 2013    |
| 8          | Arrow                     |           | 1         | 5                                                                | "Damaged"                                                               | Episódio de televisão  | 7 de novembro de 2012   |
| 9          | Arrow                     | 6         | 1         | "Legacies"                                                       | 14 de novembro de 2012                                                  | Episódio de televisão  |                         |
| 10         | Arrow                     | —         | —         | —                                                                | "Arrow#3"                                                               | História em quadrinhos | 30 de janeiro de 2013   |
| 11         | Arrow                     |           | 1         | 7                                                                | "Muse of Fire"                                                          | Episódio de televisão  | 28 de novembro de 2012  |
| 12         | Arrow                     | 8         | 1         | "Vendetta"                                                       | 5 de dezembro de 2012                                                   | Episódio de televisão  |                         |
| 13         | Arrow                     | —         | —         | —                                                                | "Arrow#4"                                                               | História em quadrinhos | 27 de fevereiro de 2013 |
| 14         | Arrow                     |           | 1         | 9                                                                | "Year's End"                                                            | Episódio de televisão  | 12 de dezembro de 2012  |
| 15         | Arrow                     | 10        | 1         | "Burned"                                                         | 16 de janeiro de 2013                                                   | Episódio de televisão  |                         |
| 16         | Arrow                     | —         | —         | —                                                                | "Arrow#5"                                                               | História em quadrinhos | 27 de março de 2013     |
| 17         | Arrow                     |           | 1         | 11                                                               | "Trust But Verify"                                                      | Episódio de televisão  | 23 de janeiro de 2013   |
| 18         | Arrow                     | 12        | 1         | "Vertigo"                                                        | 30 de janeiro de 2013                                                   | Episódio de televisão  |                         |
| 19         | Arrow                     | —         | —         | —                                                                | "Arrow#6"                                                               | História em quadrinhos | 24 de abril de 2013     |
| 20         | Arrow                     |           | 1         | 13                                                               | "Betrayal"                                                              | Episódio de televisão  | 6 de fevereiro de 2013  |
| 21         | Arrow                     | 14        | 1         | "The Odyssey"                                                    | 13 de fevereiro de 2013                                                 | Episódio de televisão  |                         |
| 22         | Arrow                     | —         | —         | —                                                                | "Arrow#7"                                                               | História em quadrinhos | 22 de maio de 2013      |
| 23         | Arrow                     |           | 1         | 15                                                               | "Dodger"                                                                | Episódio de televisão  | 20 de fevereiro de 2013 |
| 24         | Arrow                     | 16        | 1         | "Dead to Rights"                                                 | 27 de fevereiro de 2013                                                 | Episódio de televisão  |                         |
| 25         | Arrow                     | —         | —         | —                                                                | "Arrow#8"                                                               | História em quadrinhos | 26 de junho de 2013     |
| 26         | Arrow                     |           | 1         | 17                                                               | "The Huntress Returns"                                                  | Episódio de televisão  | 20 de março de 2013     |
| 27         | Arrow                     | 18        | 1         | "Salvation"                                                      | 27 de março de 2013                                                     | Episódio de televisão  |                         |
| 28         | Arrow                     | —         | —         | —                                                                | "Arrow#9"                                                               | História em quadrinhos | 24 de julho de 2013     |
| 29         | Arrow                     |           | 1         | 19                                                               | "Unfinished Business"                                                   | Episódio de televisão  | 3 de abril de 2013      |
| 30         | Arrow                     | 20        | 1         | "Home Invasion"                                                  | 24 de abril de 2013                                                     | Episódio de televisão  |                         |
| 31         | Arrow                     | —         | —         | —                                                                | "Arrow#10"                                                              | História em quadrinhos | 21 de agosto de 2013    |
| 32         | Arrow                     |           | 1         | 21                                                               | "The Undertaking"                                                       | Episódio de televisão  | 1 de maio de 2013       |
| 33         | Arrow                     | 22        | 1         | "Darkness on the Edge of Town"                                   | 8 de maio de 2013                                                       | Episódio de televisão  |                         |
| 34         | Arrow                     | —         | —         | —                                                                | "Arrow#11"                                                              | História em quadrinhos | 18 de setembro de 2013  |
| 35         | Arrow                     |           | 1         | 23                                                               | "Sacrifice"                                                             | Episódio de televisão  | 15 de maio de 2013      |
| 36         | Arrow                     | —         | —         | —                                                                | "Arrow#12"                                                              | História em quadrinhos | 23 de outubro de 2013   |
| 37         | Arrow                     | —         | —         | —                                                                | "Arrow: Vengeance"                                                      | Livro                  | 23 de fevereiro de 2016 |
| Ano Dois   |                           |           |           |                                                                  |                                                                         |                        |                         |
| 38         | Arrow                     |           | 2         | 1                                                                | "City of Heroes"                                                        | Episódio de televisão  | 9 de outubro de 2013    |
| 39         | Arrow                     | 2         | 2         | "Identity"                                                       | 16 de outubro de 2013                                                   | Episódio de televisão  |                         |
| 40         | Arrow                     | 3         | 2         | "Broken Dolls"                                                   | 23 de outubro de 2013                                                   | Episódio de televisão  |                         |
| 41         | Arrow                     | 4         | 2         | "Crucible"                                                       | 30 de outubro de 2013                                                   | Episódio de televisão  |                         |
| 42         | Arrow                     | 5         | 2         | "League of Assassins"                                            | 6 de novembro de 2013                                                   | Episódio de televisão  |                         |
| 43         | Arrow                     | —         | —         | —                                                                | "Blood Rush"                                                            | Web episódio           | 11 de dezembro de 2013  |
| 44         | Arrow                     |           | 2         | 6                                                                | "Keep Your Enemies Closer"                                              | Episódio de televisão  | 13 de novembro de 2013  |
| 45         | Arrow                     | 7         | 2         | "State v. Queen"                                                 | 20 de novembro de 2013                                                  | Episódio de televisão  |                         |
| 46         | Arrow                     | 8         | 2         | "The Scientist"                                                  | 4 de dezembro de 2013                                                   | Episódio de televisão  |                         |
| 47         | Arrow                     | 9         | 2         | "Three Ghosts"                                                   | 11 de dezembro de 2013                                                  | Episódio de televisão  |                         |
| 48         | Arrow                     | 10        | 2         | "Blast Radius"                                                   | 15 de janeiro de 2014                                                   | Episódio de televisão  |                         |
| 49         | Arrow                     | 11        | 2         | "Blind Spot"                                                     | 22 de janeiro de 2014                                                   | Episódio de televisão  |                         |
| 50         | Arrow                     | 12        | 2         | "Tremors"                                                        | 29 de janeiro de 2014                                                   | Episódio de televisão  |                         |
| 51         | Arrow                     | 13        | 2         | "Heir to the Demon"                                              | 5 de fevereiro de 2014                                                  | Episódio de televisão  |                         |
| 52         | Arrow                     | 14        | 2         | "Time of Death"                                                  | 26 de fevereiro de 2014                                                 | Episódio de televisão  |                         |
| 53         | Arrow                     | 15        | 2         | "The Promise"                                                    | 5 de março de 2014                                                      | Episódio de televisão  |                         |
| 54         | Arrow                     | 16        | 2         | "Suicide Squad"                                                  | 19 de março de 2014                                                     | Episódio de televisão  |                         |
| 55         | Arrow                     | 17        | 2         | "Birds of Prey"                                                  | 26 de março de 2014                                                     | Episódio de televisão  |                         |
| 56         | Arrow                     | 18        | 2         | "Deathstroke"                                                    | 2 de abril de 2014                                                      | Episódio de televisão  |                         |
| 57         | Arrow                     | 19        | 2         | "The Man Under the Hood"                                         | 16 de abril de 2014                                                     | Episódio de televisão  |                         |
| 58         | Arrow                     | 20        | 2         | "Seeing Red"                                                     | 23 de abril de 2014                                                     | Episódio de televisão  |                         |
| 59         | Arrow                     | 21        | 2         | "City of Blood"                                                  | 30 de abril de 2014                                                     | Episódio de televisão  |                         |
| 60         | Arrow                     | 22        | 2         | "Streets of Fire"                                                | 7 de maio de 2014                                                       | Episódio de televisão  |                         |
| 61         | Arrow                     | 23        | 2         | "Unthinkable"                                                    | 14 de maio de 2014                                                      | Episódio de televisão  |                         |
| 62         | Arrow                     | —         | —         | —                                                                | "Arrow Season 2.5"                                                      | História em quadrinhos | 29 de setembro de 2015  |
| Ano Três   |                           |           |           |                                                                  |                                                                         |                        |                         |
| 63         | The Flash                 |           | 1         | 1                                                                | "Pilot"                                                                 | Episódio de televisão  | 7 de outubro de 2014    |
| 64         | Arrow                     |           | 3         | 1                                                                | "The Calm"                                                              | Episódio de televisão  | 8 de outubro de 2014    |
| 65         | The Flash                 | —         | —         | —                                                                | "The Flash: Season Zero#1"                                              | História em quadrinhos | 1 de outubro de 2014    |
| 66         | The Flash                 |           | 1         | 2                                                                | "Fastest Man Alive"                                                     | Episódio de televisão  | 14 de outubro de 2014   |
| 67         | Arrow                     |           | 3         | 2                                                                | "Sara"                                                                  | Episódio de televisão  | 15 de outubro de 2014   |
| 68         | The Flash                 |           | 1         | 3                                                                | "Things You Can't Outrun"                                               | Episódio de televisão  | 21 de outubro de 2014   |
| 69         | The Flash                 | —         | —         | —                                                                | "The Flash: Season Zero#2"                                              | História em quadrinhos | 5 de novembro de 2014   |
| 70         | Arrow                     |           | 3         | 3                                                                | "Corto Maltese"                                                         | Episódio de televisão  | 22 de outubro de 2014   |
| 71         | The Flash                 |           | 1         | 4                                                                | "Going Rogue"                                                           | Episódio de televisão  | 28 de outubro de 2014   |
| 72         | Arrow                     |           | 3         | 4                                                                | "The Magician"                                                          | Episódio de televisão  | 29 de outubro de 2014   |
| 73         | Arrow                     | 5         | 3         | "The Secret Origin of Felicity Smoak"                            | 5 de novembro de 2014                                                   | Episódio de televisão  |                         |
| 74         | The Flash                 |           | 1         | 5                                                                | "Plastique"                                                             | Episódio de televisão  | 11 de novembro de 2014  |
| 75         | The Flash                 | —         | —         | —                                                                | "The Flash: Season Zero#3"                                              | História em quadrinhos | 3 de dezembro de 2014   |
| 76         | Arrow                     |           | 3         | 6                                                                | "Guilty"                                                                | Episódio de televisão  | 12 de novembro de 2014  |
| 77         | The Flash                 |           | 1         | 6                                                                | "The The Flash is Born"                                                 | Episódio de televisão  | 18 de novembro de 2014  |
| 78         | Arrow                     |           | 3         | 7                                                                | "Draw Back Your Bow"                                                    | Episódio de televisão  | 19 de novembro de 2014  |
| 79         | The Flash                 |           | 1         | 7                                                                | "Power Outage"                                                          | Episódio de televisão  | 25 de novembro de 2014  |
| 80         | The Flash                 | —         | —         | —                                                                | "The Flash: Season Zero#4"                                              | História em quadrinhos | 7 de janeiro de 2015    |
| 81         | The Flash                 |           | 1         | 8                                                                | "Flash vs. Arrow"                                                       | Episódio de televisão  | 2 de dezembro de 2014   |
| 82         | Arrow                     |           | 3         | 8                                                                | "The Brave and the Bold"                                                | Episódio de televisão  | 3 de dezembro de 2014   |
| 83         | The Flash                 |           | 1         | 9                                                                | "The Man in the Yellow Suit"                                            | Episódio de televisão  | 9 de dezembro de 2014   |
| 84         | The Flash                 | —         | —         | —                                                                | "The Flash: Season Zero#5"                                              | História em quadrinhos | 4 de fevereiro de 2015  |
| 85         | Arrow                     |           | 3         | 9                                                                | "The Climb"                                                             | Episódio de televisão  | 10 de dezembro de 2014  |
| 86         | The Flash                 |           | 1         | 10                                                               | "Revenge of the Rogues"                                                 | Episódio de televisão  | 20 de janeiro de 2015   |
| 87         | Arrow                     |           | 3         | 10                                                               | "Left Behind"                                                           | Episódio de televisão  | 21 de janeiro de 2015   |
| 88         | The Flash                 |           | 1         | 11                                                               | "The Sound and the Fury"                                                | Episódio de televisão  | 27 de janeiro de 2015   |
| 89         | The Flash                 | —         | —         | —                                                                | "The Flash: Season Zero#6"                                              | História em quadrinhos | 4 de março de 2015      |
| 90         | Arrow                     |           | 3         | 11                                                               | "Midnight City"                                                         | Episódio de televisão  | 28 de janeiro de 2015   |
| 91         | The Flash                 |           | 1         | 12                                                               | "Crazy for You"                                                         | Episódio de televisão  | 3 de fevereiro de 2015  |
| 92         | Arrow                     |           | 3         | 12                                                               | "Uprising"                                                              | Episódio de televisão  | 4 de fevereiro de 2015  |
| 93         | The Flash                 |           | 1         | 13                                                               | "The Nuclear Man"                                                       | Episódio de televisão  | 10 de fevereiro de 2015 |
| 94         | The Flash                 | —         | —         | —                                                                | "The Flash: Season Zero#7"                                              | História em quadrinhos | 1 de abril de 2015      |
| 95         | Arrow                     |           | 3         | 13                                                               | "Canaries"                                                              | Episódio de televisão  | 11 de fevereiro de 2015 |
| 96         | The Flash                 |           | 1         | 14                                                               | "Fallout"                                                               | Episódio de televisão  | 17 de fevereiro de 2015 |
| 97         | Arrow                     |           | 3         | 14                                                               | "The Return"                                                            | Episódio de televisão  | 4 de fevereiro de 2015  |
| 98         | Vixen                     |           | 1         | 1–6                                                              | "Family Reunion"                                                        | Web episódio           | 25 de agosto de 2015    |
| 99         | Arrow                     |           | 3         | 15                                                               | "Nanda Parbat"                                                          | Episódio de televisão  | 25 de fevereiro de 2015 |
| 100        | The Flash                 |           | 1         | 15                                                               | "Out of Time"                                                           | Episódio de televisão  | 17 de março de 2015     |
| 101        | The Flash                 | —         | —         | —                                                                | "The Flash: Season Zero#8"                                              | História em quadrinhos | 6 de maio de 2015       |
| 102        | Arrow                     |           | 3         | 16                                                               | "The Offer"                                                             | Episódio de televisão  | 18 de março de 2015     |
| 103        | The Flash                 |           | 1         | 16                                                               | "Rogue Time"                                                            | Episódio de televisão  | 24 de março de 2015     |
| 104        | Arrow                     |           | 3         | 17                                                               | "Suicidal Tendencies"                                                   | Episódio de televisão  | 25 de março de 2015     |
| 105        | The Flash                 |           | 1         | 17                                                               | "Tricksters"                                                            | Episódio de televisão  | 25 de março de 2015     |
| 106        | The Flash                 | —         | —         | —                                                                | "The Flash: Season Zero#9"                                              | História em quadrinhos | 3 de junho de 2015      |
| 107        | Arrow                     |           | 3         | 18                                                               | "Public Enemy"                                                          | Episódio de televisão  | 1 de abril de 2015      |
| 108        | The Flash                 |           | 1         | 18                                                               | "All Star Team Up"                                                      | Episódio de televisão  | 14 de abril de 2015     |
| 109        | Arrow                     |           | 3         | 19                                                               | "Broken Arrow"                                                          | Episódio de televisão  | 15 de abril de 2015     |
| 110        | The Flash                 |           | 1         | 19                                                               | "Who Is Harrison Wells?"                                                | Episódio de televisão  | 21 de abril de 2015     |
| 111        | The Flash                 | —         | —         | —                                                                | "The Flash: Season Zero#10"                                             | História em quadrinhos | 1 de julho de 2015      |
| 112        | Arrow                     |           | 3         | 20                                                               | "The Fallen"                                                            | Episódio de televisão  | 22 de abril de 2015     |
| 113        | The Flash                 |           | 1         | 20                                                               | "The Trap"                                                              | Episódio de televisão  | 28 de abril de 2015     |
| 114        | Arrow                     |           | 3         | 21                                                               | "Al Sah-him"                                                            | Episódio de televisão  | 29 de abril de 2015     |
| 115        | The Flash                 |           | 1         | 21                                                               | "Grodd Lives"                                                           | Episódio de televisão  | 5 de maio de 2015       |
| 116        | The Flash                 | —         | —         | —                                                                | "The Flash: Season Zero#11"                                             | História em quadrinhos | 5 de agosto de 2015     |
| 117        | Arrow                     |           | 3         | 22                                                               | "This Is Your Sword"                                                    | Episódio de televisão  | 6 de maio de 2015       |
| 118        | The Flash                 |           | 1         | 22                                                               | "Rogue Air"                                                             | Episódio de televisão  | 12 de maio de 2015      |
| 119        | Arrow                     |           | 3         | 23                                                               | "My Name Is Oliver Queen"                                               | Episódio de televisão  | 13 de maio de 2015      |
| 120        | The Flash                 |           | 1         | 23                                                               | "Fast Enough"                                                           | Episódio de televisão  | 19 de maio de 2015      |
| 121        | The Flash                 | —         | —         | —                                                                | "The Flash: Season Zero#12"                                             | História em quadrinhos | 2 de setembro de 2015   |
| 122        | Constantine               |           | 1         | 1                                                                | "Non Est Asylum"                                                        | Episódio de televisão  | 24 de outubro de 2014   |
| 123        | Constantine               | 2         | 1         | "The Darkness Beneath"                                           | 31 de outubro de 2014                                                   | Episódio de televisão  |                         |
| 124        | Constantine               | 3         | 1         | "The Devil's Vinyl"                                              | 7 de novembro de 2014                                                   | Episódio de televisão  |                         |
| 125        | Constantine               | 4         | 1         | "A Feast of Friends"                                             | 14 de novembro de 2014                                                  | Episódio de televisão  |                         |
| 126        | Constantine               | 5         | 1         | "Danse Vaudou"                                                   | 21 de novembro de 2014                                                  | Episódio de televisão  |                         |
| 127        | Constantine               | 6         | 1         | "Rage of Caliban"                                                | 28 de novembro de 2014                                                  | Episódio de televisão  |                         |
| 128        | Constantine               | 7         | 1         | "Blessed Are the Damned"                                         | 5 de dezembro de 2014                                                   | Episódio de televisão  |                         |
| 129        | Constantine               | 8         | 1         | "The Saint of Last Resorts - Part 1"                             | 12 de dezembro de 2014                                                  | Episódio de televisão  |                         |
| 130        | Constantine               | 9         | 1         | "The Saint of Last Resorts - Part 2"                             | 16 de janeiro de 2015                                                   | Episódio de televisão  |                         |
| 131        | Constantine               | 10        | 1         | "Quid Pro Quo"                                                   | 23 de janeiro de 2015                                                   | Episódio de televisão  |                         |
| 132        | Constantine               | 11        | 1         | "A Whole World Out There"                                        | 30 de janeiro de 2015                                                   | Episódio de televisão  |                         |
| 133        | Constantine               | 12        | 1         | "Angels and Ministers of Grace"                                  | 6 de fevereiro de 2015                                                  | Episódio de televisão  |                         |
| 134        | Constantine               | 13        | 1         | "Waiting for the Man"                                            | 13 de fevereiro de 2015                                                 | Episódio de televisão  |                         |
| 135        | Arrow                     | —         | —         | —                                                                | "Arrow: The Dark Archer"                                                | História em quadrinhos | 6 de setembro de 2016   |
| Ano Quatro |                           |           |           |                                                                  |                                                                         |                        |                         |
| 136        | Vixen                     |           | 2         | 1–6                                                              | "Trial by Fire"                                                         | Web episódio           | 13 de outubro de 2016   |
| 137        | Supergirl                 |           | 1         | 1                                                                | "Pilot"                                                                 | Episódio de televisão  | 26 de outubro de 2015   |
| 138        | Arrow                     |           | 4         | 1                                                                | "Green Arrow"                                                           | Episódio de televisão  | 7 de outubro de 2015    |
| 139        | The Flash                 |           | 2         | 1                                                                | "The Man Who Saved Central City"                                        | Episódio de televisão  | 6 de outubro de 2015    |
| 140        | The Flash                 | 2         | 2         | "Flash of Two Worlds"                                            | 13 de outubro de 2015                                                   | Episódio de televisão  |                         |
| 141        | Arrow                     |           | 4         | 1                                                                | "The Candidate"                                                         | Episódio de televisão  | 14 de outubro de 2015   |
| 142        | Supergirl                 |           | 1         | 2                                                                | "Stronger Together"                                                     | Episódio de televisão  | 2 de novembro de 2015   |
| 143        | Supergirl                 | 3         | 1         | "Fight or Flight"                                                | 9 de novembro de 2015                                                   | Episódio de televisão  |                         |
| 144        | The Flash                 |           | 2         | 3                                                                | "Family of Rogues"                                                      | Episódio de televisão  | 20 de outubro de 2015   |
| 145        | Arrow                     |           | 4         | 3                                                                | "Restoration"                                                           | Episódio de televisão  | 21 de outubro de 2015   |
| 146        | Arrow                     | 4         | 4         | "Beyond Redemption"                                              | 28 de outubro de 2015                                                   | Episódio de televisão  |                         |
| 147        | Supergirl                 |           | 1         | 4                                                                | "How Does She Do It?"                                                   | Episódio de televisão  | 23 de novembro de 2015  |
| 148        | Supergirl                 | 5         | 1         | "Livewire"                                                       | 16 de novembro de 2015                                                  | Episódio de televisão  |                         |
| 149        | The Flash                 |           | 2         | 4                                                                | "The Fury of Firestorm"                                                 | Episódio de televisão  | 27 de outubro de 2015   |
| 150        | The Flash                 | 5         | 2         | "The Darkness and the Light"                                     | 3 de novembro de 2015                                                   | Episódio de televisão  |                         |
| 151        | Arrow                     |           | 4         | 5                                                                | "Haunted"                                                               | Episódio de televisão  | 4 de novembro de 2015   |
| 152        | Arrow                     | 6         | 4         | "Lost Souls"                                                     | 11 de novembro de 2015                                                  | Episódio de televisão  |                         |
| 153        | Supergirl                 |           | 1         | 6                                                                | "Red Faced"                                                             | Episódio de televisão  | 30 de novembro de 2015  |
| 154        | The Flash                 |           | 2         | 6                                                                | "Enter Zoom"                                                            | Episódio de televisão  | 10 de novembro de 2015  |
| 155        | Arrow                     |           | 4         | 7                                                                | "Brotherhood"                                                           | Episódio de televisão  | 18 de novembro de 2015  |
| 156        | Supergirl                 |           | 1         | 7                                                                | "Human for a Day"                                                       | Episódio de televisão  | 7 de dezembro de 2015   |
| 157        | Supergirl                 | 8         | 1         | "Hostile Takeover"                                               | 14 de dezembro de 2015                                                  | Episódio de televisão  |                         |
| 158        | The Flash                 |           | 2         | 7                                                                | "Gorilla Warfare"                                                       | Episódio de televisão  | 17 de novembro de 2015  |
| 159        | The Flash                 | 8         | 2         | "Legends of Today"                                               | 1 de dezembro de 2015                                                   | Episódio de televisão  |                         |
| 160        | Arrow                     |           | 4         | 8                                                                | "Legends of Yesterday"                                                  | Episódio de televisão  | 2 de dezembro de 2015   |
| 161        | Arrow                     | 9         | 4         | "Dark Waters"                                                    | 9 de dezembro de 2015                                                   | Episódio de televisão  |                         |
| 162        | Arrow                     | 10        | 4         | "Blood Debts"                                                    | 20 de janeiro de 2016                                                   | Episódio de televisão  |                         |
| 163        | Supergirl                 |           | 1         | 9                                                                | "Blood Bonds"                                                           | Episódio de televisão  | 4 de janeiro de 2016    |
| 164        | Supergirl                 | 10        | 1         | "Childish Things"                                                | 18 de janeiro de 2016                                                   | Episódio de televisão  |                         |
| 165        | The Flash                 |           | 2         | 9                                                                | "Running to Stand Still"                                                | Episódio de televisão  | 8 de dezembro de 2015   |
| 166        | The Flash                 | 10        | 2         | "Potential Energy"                                               | 19 de janeiro de 2016                                                   | Episódio de televisão  |                         |
| 167        | Legends of Tomorrow       |           | 1         | 1                                                                | "Pilot, Part 1"                                                         | Episódio de televisão  | 21 de janeiro de 2016   |
| 168        | Legends of Tomorrow       | 2         | 1         | "Pilot, Part 2"                                                  | 28 de janeiro de 2016                                                   | Episódio de televisão  |                         |
| 169        | Legends of Tomorrow       | 3         | 1         | "Blood Ties"                                                     | 4 de fevereiro de 2016                                                  | Episódio de televisão  |                         |
| 170        | Supergirl                 | —         | —         | —                                                                | "Adventures of Supergirl: Chapter 1"                                    | História em quadrinhos | 25 de janeiro de 2016   |
| 171        | The Flash                 | —         | —         | —                                                                | "Flash: The Haunting of Barry Allen"                                    | Livro                  | 29 de novembro de 2016  |
| 172        | Arrow                     | —         | —         | —                                                                | "Arrow: A Generation of Vipers"                                         | Livro                  | 28 de março de 2016     |
| 173        | Supergirl                 |           | 1         | 11                                                               | "Strange Visitor from Another Planet"                                   | Episódio de televisão  | 25 de janeiro de 2016   |
| 174        | The Flash                 |           | 2         | 11                                                               | "The Reverse-Flash Returns"                                             | Episódio de televisão  | 26 de janeiro de 2016   |
| 175        | Arrow                     |           | 4         | 11                                                               | "A.W.O.L."                                                              | Episódio de televisão  | 27 de janeiro de 2016   |
| 176        | The Flash                 |           | 2         | 12                                                               | "Fast Lane"                                                             | Episódio de televisão  | 2 de fevereiro de 2016  |
| 177        | Arrow                     |           | 4         | 12                                                               | "Unchained"                                                             | Episódio de televisão  | 3 de fevereiro de 2016  |
| 178        | Arrow                     | 13        | 4         | "Sins of the Father"                                             | 10 de fevereiro de 2016                                                 | Episódio de televisão  |                         |
| 179        | Supergirl                 |           | 1         | 12                                                               | "Bizarro"                                                               | Episódio de televisão  | 1 de fevereiro de 2016  |
| 180        | Supergirl                 | —         | —         | —                                                                | "Adventures of Supergirl: Chapter 2"                                    | História em quadrinhos | 8 de fevereiro de 2016  |
| 181        | Supergirl                 |           | 1         | 13                                                               | "For the Girl Who Has Everything"                                       | Episódio de televisão  | 8 de fevereiro de 2016  |
| 182        | The Flash                 |           | 2         | 13                                                               | "Welcome to Earth-2"                                                    | Episódio de televisão  | 9 de fevereiro de 2016  |
| 183        | The Flash                 | 14        | 2         | "Escape from Earth-2"                                            | 16 de fevereiro de 2016                                                 | Episódio de televisão  |                         |
| 184        | Legends of Tomorrow       |           | 1         | 4                                                                | "White Knights"                                                         | Episódio de televisão  | 7 de fevereiro de 2016  |
| 185        | Legends of Tomorrow       | 5         | 1         | "Fail-Safe"                                                      | 18 de fevereiro de 2016                                                 | Episódio de televisão  |                         |
| 186        | Arrow                     |           | 4         | 14                                                               | "Code of Silence"                                                       | Episódio de televisão  | 17 de fevereiro de 2016 |
| 187        | Supergirl                 | —         | —         | —                                                                | "Adventures of Supergirl: Chapter 3"                                    | História em quadrinhos | 17 de fevereiro de 2016 |
| 188        | Supergirl                 |           | 1         | 14                                                               | "Truth, Justice and the American Way"                                   | Episódio de televisão  | 22 de fevereiro de 2016 |
| 189        | The Flash                 |           | 2         | 15                                                               | "King Shark"                                                            | Episódio de televisão  | 23 de fevereiro de 2016 |
| 190        | Arrow                     |           | 4         | 15                                                               | "Taken"                                                                 | Episódio de televisão  | 24 de fevereiro de 2016 |
| 191        | Legends of Tomorrow       |           | 1         | 6                                                                | "Star City 2046"                                                        | Episódio de televisão  | 25 de fevereiro de 2016 |
| 192        | Legends of Tomorrow       | 7         | 1         | "Marooned"                                                       | 3 de março de 2016                                                      | Episódio de televisão  |                         |
| 193        | Legends of Tomorrow       | 8         | 1         | "Night of the Hawk"                                              | 10 de março de 2016                                                     | Episódio de televisão  |                         |
| 194        | Supergirl                 | —         | —         | —                                                                | "Adventures of Supergirl: Chapter 4"                                    | História em quadrinhos | 7 de março de 2016      |
| 195        | Supergirl                 |           | 1         | 15                                                               | "Solitude"                                                              | Episódio de televisão  | 29 de fevereiro de 2016 |
| 196        | The Flash                 |           | 2         | 16                                                               | "Trajectory"                                                            | Episódio de televisão  | 22 de março de 2016     |
| 197        | Arrow                     |           | 4         | 16                                                               | "Broken Hearts"                                                         | Episódio de televisão  | 23 de março de 2016     |
| 198        | Supergirl                 | —         | —         | —                                                                | "Adventures of Supergirl: Chapter 5"                                    | História em quadrinhos | 21 de março de 2016     |
| 199        | Supergirl                 |           | 1         | 16                                                               | "Falling"                                                               | Episódio de televisão  | 14 de março de 2016     |
| 200        | The Flash                 |           | 2         | 17                                                               | "Flash Back"                                                            | Episódio de televisão  | 29 de março de 2016     |
| 201        | Arrow                     |           | 4         | 17                                                               | "Beacon of Hope"                                                        | Episódio de televisão  | 30 de março de 2016     |
| 202        | Legends of Tomorrow       |           | 1         | 9                                                                | "Left Behind"                                                           | Episódio de televisão  | 31 de março de 2016     |
| 203        | Arrow                     |           | 4         | 18                                                               | "Eleven-Fifty-Nine"                                                     | Episódio de televisão  | 6 de abril de 2016      |
| 204        | Legends of Tomorrow       |           | 1         | 10                                                               | "Progeny"                                                               | Episódio de televisão  | 7 de abril de 2016      |
| 205        | Legends of Tomorrow       | 11        | 1         | "The Magnificent Eight"                                          | 12 de abril de 2016                                                     | Episódio de televisão  |                         |
| 206        | Supergirl                 | —         | —         | —                                                                | "Adventures of Supergirl: Chapter 6"                                    | História em quadrinhos | 4 de abril de 2016      |
| 207        | Supergirl                 |           | 1         | 17                                                               | "Manhunter"                                                             | Episódio de televisão  | 21 de março de 2016     |
| 208        | The Flash                 |           | 2         | 18                                                               | "Versus Zoom"                                                           | Episódio de televisão  | 19 de abril de 2016     |
| 209        | Supergirl                 | —         | —         | —                                                                | "Adventures of Supergirl: Chapter 7"                                    | História em quadrinhos | 18 de abril de 2016     |
| 210        | Supergirl                 |           | 1         | 18                                                               | "World's Finest"                                                        | Episódio de televisão  | 28 de março de 2016     |
| 211        | The Flash                 |           | 2         | 19                                                               | "Back to Normal"                                                        | Episódio de televisão  | 26 de abril de 2016     |
| 212        | The Flash                 | —         | —         | —                                                                | "Chronicles of Cisco"                                                   | Web episódio           | 10 de maio de 2016      |
| 213        | Supergirl                 | —         | —         | —                                                                | "Adventures of Supergirl: Chapter 8"                                    | História em quadrinhos | 2 de maio de 2016       |
| 214        | Supergirl                 |           | 1         | 19                                                               | "Myriad"                                                                | Episódio de televisão  | 11 de abril de 2016     |
| 215        | Supergirl                 | —         | —         | —                                                                | "Adventures of Supergirl: Chapter 9"                                    | História em quadrinhos | 16 de maio de 2016      |
| 216        | Supergirl                 |           | 1         | 20                                                               | "Better Angels"                                                         | Episódio de televisão  | 18 de abril de 2016     |
| 217        | The Flash                 |           | 2         | 20                                                               | "Rupture"                                                               | Episódio de televisão  | 3 de maio de 2016       |
| 218        | Legends of Tomorrow       |           | 1         | 12                                                               | "Last Refuge"                                                           | Episódio de televisão  | 21 de abril de 2016     |
| 219        | The Flash                 |           | 2         | 21                                                               | "The Runaway Dinosaur"                                                  | Episódio de televisão  | 10 de maio de 2016      |
| 220        | Arrow                     |           | 4         | 19                                                               | "Canary Cry"                                                            | Episódio de televisão  | 27 de abril de 2016     |
| 221        | Legends of Tomorrow       |           | 1         | 13                                                               | "Leviathan"                                                             | Episódio de televisão  | 28 de abril de 2016     |
| 222        | Arrow                     |           | 4         | 20                                                               | "Genesis"                                                               | Episódio de televisão  | 4 de maio de 2016       |
| 223        | Legends of Tomorrow       |           | 1         | 14                                                               | "River of Time "                                                        | Episódio de televisão  | 5 de maio de 2016       |
| 224        | Arrow                     |           | 4         | 21                                                               | "Monument Point"                                                        | Episódio de televisão  | 11 de maio de 2016      |
| 225        | Legends of Tomorrow       |           | 1         | 15                                                               | "Destiny"                                                               | Episódio de televisão  | 12 de maio de 2016      |
| 226        | The Flash                 |           | 2         | 22                                                               | "Invincible"                                                            | Episódio de televisão  | 17 de maio de 2016      |
| 227        | Arrow                     |           | 4         | 22                                                               | "Lost in the Flood"                                                     | Episódio de televisão  | 18 de maio de 2016      |
| 228        | Legends of Tomorrow       |           | 1         | 16                                                               | "Legendary"                                                             | Episódio de televisão  | 19 de maio de 2016      |
| 229        | The Flash                 |           | 2         | 23                                                               | "The Race of His Life"                                                  | Episódio de televisão  | 24 de maio de 2016      |
| 230        | Arrow                     |           | 4         | 23                                                               | "Schism"                                                                | Episódio de televisão  | 25 de maio de 2016      |
| 231        | Supergirl                 | —         | —         | —                                                                | "Adventures of Supergirl: Chapter 10"                                   | História em quadrinhos | 30 de maio de 2016      |
| 232        | Supergirl                 | —         | —         | —                                                                | "Adventures of Supergirl: Chapter 11"                                   | História em quadrinhos | 13 de junho de 2016     |
| 233        | Supergirl                 | —         | —         | —                                                                | "Adventures of Supergirl: Chapter 12"                                   | História em quadrinhos | 27 de junho de 2016     |
| 234        | Supergirl                 | —         | —         | —                                                                | "Adventures of Supergirl: Chapter 13"                                   | História em quadrinhos | 10 de julho de 2016     |
| Ano Cinco  |                           |           |           |                                                                  |                                                                         |                        |                         |
| 235        | The Flash                 |           | 3         | 1                                                                | "Flashpoint"                                                            | Episódio de televisão  | 4 de outubro de 2016    |
| 236        | Arrow                     |           | 5         | 1                                                                | "Legacy"                                                                | Episódio de televisão  | 5 de outubro de 2016    |
| 237        | Supergirl                 |           | 2         | 1                                                                | "The Adventures of Supergirl"                                           | Episódio de televisão  | 10 de outubro de 2016   |
| 238        | The Flash                 |           | 3         | 2                                                                | "Paradox"                                                               | Episódio de televisão  | 11 de outubro de 2016   |
| 239        | Arrow                     |           | 5         | 2                                                                | "The Recruits"                                                          | Episódio de televisão  | 12 de outubro de 2016   |
| 240        | Legends of Tomorrow       |           | 2         | 1                                                                | "Out of Time"                                                           | Episódio de televisão  | 13 de outubro de 2016   |
| 241        | Supergirl                 |           | 2         | 2                                                                | "The Last Children of Krypton"                                          | Episódio de televisão  | 17 de outubro de 2016   |
| 242        | The Flash                 |           | 3         | 3                                                                | "Magenta"                                                               | Episódio de televisão  | 18 de outubro de 2016   |
| 243        | Arrow                     |           | 5         | 3                                                                | "A Matter of Trust"                                                     | Episódio de televisão  | 19 de outubro de 2016   |
| 244        | Legends of Tomorrow       |           | 2         | 2                                                                | "The Justice Society of America"                                        | Episódio de televisão  | 20 de outubro de 2016   |
| 245        | Supergirl                 |           | 2         | 3                                                                | "Welcome to Earth"                                                      | Episódio de televisão  | 24 de outubro de 2016   |
| 246        | The Flash                 |           | 3         | 4                                                                | "The New Rogues"                                                        | Episódio de televisão  | 25 de outubro de 2016   |
| 247        | Arrow                     |           | 5         | 4                                                                | "Penance"                                                               | Episódio de televisão  | 26 de outubro de 2016   |
| 248        | Legends of Tomorrow       |           | 2         | 3                                                                | "Shogun"                                                                | Episódio de televisão  | 27 de outubro de 2016   |
| 249        | Supergirl                 |           | 2         | 4                                                                | "Survivors"                                                             | Episódio de televisão  | 31 de outubro de 2016   |
| 250        | The Flash                 |           | 3         | 5                                                                | "Monster"                                                               | Episódio de televisão  | 1 de novembro de 2016   |
| 251        | Arrow                     |           | 5         | 5                                                                | "Human Target"                                                          | Episódio de televisão  | 2 de novembro de 2016   |
| 252        | Legends of Tomorrow       |           | 2         | 4                                                                | "Abominations"                                                          | Episódio de televisão  | 3 de novembro de 2016   |
| 253        | Supergirl                 |           | 2         | 5                                                                | "Crossfire"                                                             | Episódio de televisão  | 7 de novembro de 2016   |
| 254        | Arrow                     |           | 5         | 6                                                                | "So it Begins"                                                          | Episódio de televisão  | 9 de novembro de 2016   |
| 255        | Legends of Tomorrow       |           | 2         | 5                                                                | "Compromised"                                                           | Episódio de televisão  | 10 de novembro de 2016  |
| 256        | Supergirl                 |           | 2         | 6                                                                | "Changing"                                                              | Episódio de televisão  | 14 de novembro de 2016  |
| 257        | The Flash                 |           | 3         | 6                                                                | "Shade"                                                                 | Episódio de televisão  | 15 de novembro de 2016  |
| 258        | Arrow                     |           | 5         | 7                                                                | "Vigilante"                                                             | Episódio de televisão  | 16 de novembro de 2016  |
| 259        | Legends of Tomorrow       |           | 2         | 6                                                                | "Outlaw Country"                                                        | Episódio de televisão  | 17 de novembro de 2016  |
| 260        | Supergirl                 |           | 2         | 7                                                                | "The Darkest Place"                                                     | Episódio de televisão  | 21 de novembro de 2016  |
| 261        | The Flash                 |           | 3         | 7                                                                | "Killer Frost"                                                          | Episódio de televisão  | 22 de novembro de 2016  |
| 262        | Supergirl                 |           | 2         | 8                                                                | "Medusa"                                                                | Episódio de televisão  | 28 de novembro de 2016  |
| 263        | The Flash                 |           | 3         | 8                                                                | "Invasion!"                                                             | Episódio de televisão  | 29 de novembro de 2016  |
| 264        | Arrow                     |           | 5         | 8                                                                | "Invasion!"                                                             | Episódio de televisão  | 30 de novembro de 2016  |
| 265        | Legends of Tomorrow       |           | 2         | 7                                                                | "Invasion!"                                                             | Episódio de televisão  | 1 de dezembro de 2016   |
| 266        | The Flash                 |           | 3         | 9                                                                | "The Present"                                                           | Episódio de televisão  | 6 de dezembro de 2016   |
| 267        | Arrow                     |           | 5         | 9                                                                | "What We Leave Behind"                                                  | Episódio de televisão  | 7 de dezembro de 2016   |
| 268        | Legends of Tomorrow       |           | 2         | 8                                                                | "The Chicago Way"                                                       | Episódio de televisão  | 8 de dezembro de 2016   |
| 269        | Supergirl                 |           | 2         | 9                                                                | "Supergirl Lives"                                                       | Episódio de televisão  | 23 de janeiro de 2017   |
| 270        | The Flash                 |           | 3         | 10                                                               | "Borrowing Problems from the Future"                                    | Episódio de televisão  | 24 de janeiro de 2017   |
| 271        | Legends of Tomorrow       |           | 2         | 9                                                                | "Raiders of the Lost Art"                                               | Episódio de televisão  | 24 de janeiro de 2017   |
| 272        | Arrow                     |           | 5         | 10                                                               | "Who Are You?"                                                          | Episódio de televisão  | 25 de janeiro de 2017   |
| 273        | Supergirl                 |           | 2         | 10                                                               | "We Can Be Heroes"                                                      | Episódio de televisão  | 30 de janeiro de 2017   |
| 274        | The Flash                 |           | 3         | 11                                                               | "Dead or Alive"                                                         | Episódio de televisão  | 31 de janeiro de 2017   |
| 2754       | Legends of Tomorrow       |           | 2         | 10                                                               | "The Legion of Doom"                                                    | Episódio de televisão  | 31 de janeiro de 2017   |
| 276        | Arrow                     |           | 5         | 11                                                               | "Second Chances"                                                        | Episódio de televisão  | 1 de fevereiro de 2017  |
| 277        | Supergirl                 |           | 2         | 11                                                               | "The Martian Chronicles"                                                | Episódio de televisão  | 6 de fevereiro de 2017  |
| 278        | The Flash                 |           | 3         | 12                                                               | "Untouchable"                                                           | Episódio de televisão  | 7 de fevereiro de 2017  |
| 279        | Legends of Tomorrow       |           | 2         | 11                                                               | "Turncoat"                                                              | Episódio de televisão  | 7 de fevereiro de 2017  |
| 280        | Arrow                     |           | 5         | 12                                                               | "Bratva"                                                                | Episódio de televisão  | 8 de fevereiro de 2017  |
| 281        | Supergirl                 |           | 2         | 12                                                               | "Luthors"                                                               | Episódio de televisão  | 13 de fevereiro de 2017 |
| 282        | Arrow                     |           | 5         | 13                                                               | "Spectre of the Gun"                                                    | Episódio de televisão  | 15 de fevereiro de 2017 |
| 283        | Supergirl                 |           | 2         | 13                                                               | "Mr. and Mrs. Mxyzptlk"                                                 | Episódio de televisão  | 20 de fevereiro de 2017 |
| 284        | The Flash                 |           | 3         | 13                                                               | "Attack on Gorilla City"                                                | Episódio de televisão  | 21 de fevereiro de 2017 |
| 285        | Legends of Tomorrow       |           | 2         | 12                                                               | "Camelot/3000"                                                          | Episódio de televisão  | 21 de fevereiro de 2017 |
| 286        | Arrow                     |           | 5         | 14                                                               | "The Sin-Eater"                                                         | Episódio de televisão  | 22 de fevereiro de 2017 |
| 287        | Supergirl                 |           | 2         | 14                                                               | "Homecoming"                                                            | Episódio de televisão  | 27 de fevereiro de 2017 |
| 288        | The Flash                 |           | 3         | 14                                                               | "Attack on Central City"                                                | Episódio de televisão  | 28 de fevereiro de 2017 |
| 289        | Legends of Tomorrow       |           | 2         | 13                                                               | "Land of the Lost"                                                      | Episódio de televisão  | 28 de fevereiro de 2017 |
| 290        | Arrow                     |           | 5         | 15                                                               | "Fighting Fire With Fire"                                               | Episódio de televisão  | 1 de março de 2017      |
| 291        | Supergirl                 |           | 2         | 15                                                               | "Exodus"                                                                | Episódio de televisão  | 6 de março de 2017      |
| 292        | The Flash                 |           | 3         | 15                                                               | "The Wrath of Savitar"                                                  | Episódio de televisão  | 7 de março de 2017      |
| 293        | Legends of Tomorrow       |           | 2         | 14                                                               | "Moonshot"                                                              | Episódio de televisão  | 7 de março de 2017      |
| 294        | The Flash                 |           | 3         | 16                                                               | "Into the Speed Force"                                                  | Episódio de televisão  | 14 de março de 2017     |
| 295        | Legends of Tomorrow       |           | 2         | 15                                                               | "Fellowship fo the Spear"                                               | Episódio de televisão  | 14 de março de 2017     |
| 296        | Arrow                     |           | 5         | 16                                                               | "Checkmate"                                                             | Episódio de televisão  | 15 de março de 2017     |
| 297        | Supergirl                 |           | 2         | 16                                                               | "Star-Crossed"                                                          | Episódio de televisão  | 20 de março de 2017     |
| 298        | The Flash                 |           | 3         | 17                                                               | "Duet"                                                                  | Episódio de televisão  | 21 de março de 2017     |
| 299        | Legends of Tomorrow       |           | 2         | 16                                                               | "Doomworld"                                                             | Episódio de televisão  | 21 de março de 2017     |
| 300        | Arrow                     |           | 5         | 17                                                               | "Kapiushon"                                                             | Episódio de televisão  | 22 de março de 2017     |
| 301        | Supergirl                 |           | 2         | 17                                                               | "Distant Sun"                                                           | Episódio de televisão  | 27 de março de 2017     |
| 302        | The Flash                 |           | 3         | 18                                                               | "Abra Kadabra"                                                          | Episódio de televisão  | 28 de março de 2017     |
| 303        | Arrow                     |           | 5         | 18                                                               | "Disbanded"                                                             | Episódio de televisão  | 29 de março de 2017     |
| 304        | Legends of Tomorrow       |           | 2         | 17                                                               | "Aruba"                                                                 | Episódio de televisão  | 4 de abril de 2017      |
| 305        | Supergirl                 |           | 2         | 18                                                               | "Ace Reporter"                                                          | Episódio de televisão  | 24 de abril de 2017     |
| 306        | The Flash                 |           | 3         | 19                                                               | "The Once and Future Flash"                                             | Episódio de televisão  | 25 de abril de 2017     |
| 307        | Arrow                     |           | 5         | 19                                                               | "Dangerous Liaisons"                                                    | Episódio de televisão  | 26 de abril de 2017     |
| 308        | Supergirl                 |           | 2         | 19                                                               | "Alex"                                                                  | Episódio de televisão  | 1 de maio de 2017       |
| 309        | The Flash                 |           | 3         | 20                                                               | "I Know Who You Are"                                                    | Episódio de televisão  | 2 de maio de 2017       |
| 310        | Arrow                     |           | 5         | 20                                                               | "Underneath"                                                            | Episódio de televisão  | 3 de maio de 2017       |
| 311        | Supergirl                 |           | 2         | 20                                                               | "City of Lost Children"                                                 | Episódio de televisão  | 8 de maio de 2017       |
| 312        | The Flash                 |           | 3         | 21                                                               | "Cause and Effect"                                                      | Episódio de televisão  | 9 de maio de 2017       |
| 313        | Arrow                     |           | 5         | 21                                                               | "Honor Thy Fathers"                                                     | Episódio de televisão  | 10 de maio de 2017      |
| 314        | Supergirl                 |           | 2         | 21                                                               | "Resist"                                                                | Episódio de televisão  | 15 de maio de 2017      |
| 315        | The Flash                 |           | 3         | 22                                                               | "Infantino Street"                                                      | Episódio de televisão  | 16 de maio de 2017      |
| 316        | Arrow                     |           | 5         | 22                                                               | "Missing"                                                               | Episódio de televisão  | 17 de maio de 2017      |
| 317        | Supergirl                 |           | 2         | 22                                                               | "Nevertheless, She Persisted"                                           | Episódio de televisão  | 22 de maio de 2017      |
| 318        | The Flash                 |           | 3         | 23                                                               | "Finish Line"                                                           | Episódio de televisão  | 23 de maio de 2017      |
| 319        | Arrow                     |           | 5         | 23                                                               | "Lian Yu"                                                               | Episódio de televisão  | 24 de maio de 2017      |
| 320        | The Flash                 | —         | —         | —                                                                | "The Flash: Hocus Pocus"                                                | Livro                  | 3 de outubro de 2017    |
| 321        | Arrow                     | —         | —         | —                                                                | "Arrow: Fatal Legacies"                                                 | Livro                  | 30 de janeiro de 2018   |
| Ano Seis   |                           |           |           |                                                                  |                                                                         |                        |                         |
| 322        | Supergirl                 |           | 3         | 1                                                                | "Girl of Steel"                                                         | Episódio de televisão  | 9 de outubro de 2017    |
| 323        | The Flash                 |           | 4         | 1                                                                | "The Flash Reborn"                                                      | Episódio de televisão  | 10 de outubro de 2017   |
| 324        | Legends of Tomorrow       |           | 3         | 1                                                                | "Aruba-Con"                                                             | Episódio de televisão  | 10 de outubro de 2017   |
| 325        | Arrow                     |           | 6         | 1                                                                | "Fallout"                                                               | Episódio de televisão  | 12 de outubro de 2017   |
| 326        | Supergirl                 |           | 3         | 2                                                                | "Triggers"                                                              | Episódio de televisão  | 16 de outubro de 2017   |
| 327        | The Flash                 |           | 4         | 2                                                                | "Mixed Signals"                                                         | Episódio de televisão  | 17 de outubro de 2017   |
| 328        | Legends of Tomorrow       |           | 3         | 2                                                                | "Freakshow"                                                             | Episódio de televisão  | 17 de outubro de 2017   |
| 329        | Arrow                     |           | 6         | 2                                                                | "Tribute"                                                               | Episódio de televisão  | 19 de outubro de 2017   |
| 330        | Supergirl                 |           | 3         | 3                                                                | "Far From the Tree"                                                     | Episódio de televisão  | 23 de outubro de 2017   |
| 331        | The Flash                 |           | 4         | 3                                                                | "Luck Be a Lady"                                                        | Episódio de televisão  | 24 de outubro de 2017   |
| 332        | Legends of Tomorrow       |           | 3         | 3                                                                | "Zari"                                                                  | Episódio de televisão  | 24 de outubro de 2017   |
| 333        | Arrow                     |           | 6         | 3                                                                | "Next of Kin"                                                           | Episódio de televisão  | 26 de outubro de 2017   |
| 334        | Supergirl                 |           | 3         | 4                                                                | "The Faithful"                                                          | Episódio de televisão  | 30 de outubro de 2017   |
| 335        | The Flash                 |           | 4         | 4                                                                | "Elongated Journey Into Night"                                          | Episódio de televisão  | 31 de outubro de 2017   |
| 336        | Legends of Tomorrow       |           | 3         | 4                                                                | "Phone Home"                                                            | Episódio de televisão  | 31 de outubro de 2017   |
| 337        | Arrow                     |           | 6         | 4                                                                | "Reversal"                                                              | Episódio de televisão  | 2 de novembro de 2017   |
| 338        | Supergirl                 | —         | —         | —                                                                | "Supergirl: Age of Atlantis"                                            | Livro                  | 7 de novembro de 2017   |
| 339        | Supergirl                 |           | 3         | 5                                                                | "Damage"                                                                | Episódio de televisão  | 6 de novembro de 2017   |
| 340        | The Flash                 |           | 4         | 5                                                                | "Girls Night Out"                                                       | Episódio de televisão  | 7 de novembro de 2017   |
| 341        | Legends of Tomorrow       |           | 3         | 5                                                                | "Return of the Mack"                                                    | Episódio de televisão  | 7 de novembro de 2017   |
| 342        | Arrow                     |           | 6         | 5                                                                | "Deathstroke Returns"                                                   | Episódio de televisão  | 9 de novembro de 2017   |
| 343        | Supergirl                 |           | 3         | 6                                                                | "Midvale"                                                               | Episódio de televisão  | 13 de novembro de 2017  |
| 344        | The Flash                 |           | 4         | 6                                                                | "When Harry Met Harry..."                                               | Episódio de televisão  | 14 de novembro de 2017  |
| 345        | Legends of Tomorrow       |           | 3         | 6                                                                | "Helen Hunt"                                                            | Episódio de televisão  | 15 de novembro de 2017  |
| 346        | Arrow                     |           | 6         | 6                                                                | "Promises Kept"                                                         | Episódio de televisão  | 16 de novembro de 2017  |
| 347        | Supergirl                 |           | 3         | 7                                                                | "Wake Up"                                                               | Episódio de televisão  | 20 de novembro de 2017  |
| 348        | The Flash                 |           | 4         | 7                                                                | "Therefore I Am"                                                        | Episódio de televisão  | 21 de novembro de 2017  |
| 349        | Legends of Tomorrow       |           | 3         | 7                                                                | "Welcome to the Jungle"                                                 | Episódio de televisão  | 21 de novembro de 2017  |
| 350        | Arrow                     |           | 6         | 7                                                                | "Thanksgiving"                                                          | Episódio de televisão  | 23 de novembro de 2017  |
| 351        | Freedom Fighters: The Ray |           | 1         | 1–6                                                              | "A Hero Rises"                                                          | Web episódio           | 8 de dezembro de 2017   |
| 351        | Freedom Fighters: The Ray |           | 2         | 1–6                                                              | "Earth-X"                                                               | Web episódio           | 18 de julho de 2018     |
| 352        | Supergirl                 |           | 3         | 8                                                                | "Crisis on Earth-X, Part 1"                                             | Episódio de televisão  | 27 de novembro de 2017  |
| 353        | Arrow                     |           | 6         | 8                                                                | "Crisis on Earth-X, Part 2"                                             | Episódio de televisão  | 27 de novembro de 2017  |
| 354        | The Flash                 |           | 4         | 8                                                                | "Crisis on Earth-X, Part 3"                                             | Episódio de televisão  | 28 de novembro de 2017  |
| 355        | Legends of Tomorrow       |           | 3         | 8                                                                | "Crisis on Earth-X, Part 4"                                             | Episódio de televisão  | 28 de novembro de 2017  |
| 356        | Supergirl                 |           | 3         | 9                                                                | "Reign"                                                                 | Episódio de televisão  | 4 de dezembro de 2017   |
| 357        | The Flash                 |           | 4         | 9                                                                | "Don't Run"                                                             | Episódio de televisão  | 5 de dezembro de 2017   |
| 358        | Legends of Tomorrow       |           | 3         | 9                                                                | "Beebo the God of War"                                                  | Episódio de televisão  | 5 de dezembro de 2017   |
| 359        | Arrow                     |           | 6         | 9                                                                | "Irreconcilable Differences"                                            | Episódio de televisão  | 7 de dezembro de 2017   |
| 360        | Supergirl                 |           | 3         | 10                                                               | "Legion of Superheroes"                                                 | Episódio de televisão  | 15 de janeiro de 2018   |
| 361        | The Flash                 |           | 4         | 10                                                               | "The Trial of the Flash"                                                | Episódio de televisão  | 16 de janeiro de 2018   |
| 362        | Arrow                     |           | 6         | 10                                                               | "Divided"                                                               | Episódio de televisão  | 18 de janeiro de 2018   |
| 363        | Supergirl                 |           | 3         | 11                                                               | "Fort Rozz"                                                             | Episódio de televisão  | 22 de janeiro de 2018   |
| 364        | The Flash                 |           | 4         | 11                                                               | "The Elongated Knight Rises"                                            | Episódio de televisão  | 23 de janeiro de 2018   |
| 365        | Arrow                     |           | 6         | 11                                                               | "We Fall"                                                               | Episódio de televisão  | 25 de janeiro de 2018   |
| 366        | Supergirl                 |           | 3         | 12                                                               | "For Good"                                                              | Episódio de televisão  | 29 de janeiro de 2018   |
| 367        | The Flash                 |           | 4         | 12                                                               | "Honey, I Shrunk Team Flash"                                            | Episódio de televisão  | 30 de janeiro de 2018   |
| 368        | Arrow                     |           | 6         | 12                                                               | "All for Nothing"                                                       | Episódio de televisão  | 2 de fevereiro de 2018  |
| 369        | Supergirl                 |           | 3         | 13                                                               | "Both Sides Now"                                                        | Episódio de televisão  | 5 de fevereiro de 2018  |
| 370        | The Flash                 |           | 4         | 13                                                               | "True Colors"                                                           | Episódio de televisão  | 6 de fevereiro de 2018  |
| 371        | Arrow                     |           | 6         | 13                                                               | "The Devil's Greatest Trick"                                            | Episódio de televisão  | 8 de fevereiro de 2018  |
| 372        | Legends of Tomorrow       |           | 3         | 10                                                               | "Daddy Darhkest"                                                        | Episódio de televisão  | 12 de fevereiro de 2018 |
| 373        | Legends of Tomorrow       | 11        | 3         | "Here I Go Again"                                                | 19 de fevereiro de 2018                                                 | Episódio de televisão  |                         |
| 374        | Legends of Tomorrow       | 12        | 3         | "The Curse of the Earth"                                         | 26 de fevereiro de 2018                                                 | Episódio de televisão  |                         |
| 375        | The Flash                 |           | 4         | 14                                                               | "Subject 9"                                                             | Episódio de televisão  | 27 de fevereiro de 2018 |
| 376        | Arrow                     |           | 6         | 14                                                               | "Collision Course"                                                      | Episódio de televisão  | 1 de março de 2018      |
| 377        | Legends of Tomorrow       |           | 3         | 13                                                               | "No Country for Old Dads"                                               | Episódio de televisão  | 5 de março de 2018      |
| 378        | The Flash                 |           | 4         | 15                                                               | "Enter Flashtime"                                                       | Episódio de televisão  | 6 de março de 2018      |
| 379        | Arrow                     |           | 6         | 15                                                               | "Doppelganger"                                                          | Episódio de televisão  | 8 de março de 2018      |
| 380        | Legends of Tomorrow       |           | 3         | 14                                                               | "Amazing Grace"                                                         | Episódio de televisão  | 12 de março de 2018     |
| 381        | The Flash                 |           | 4         | 16                                                               | "Run, Iris, Run"                                                        | Episódio de televisão  | 13 de março de 2018     |
| 382        | Legends of Tomorrow       |           | 3         | 15                                                               | "Necromancing the Stone"                                                | Episódio de televisão  | 19 de março de 2018     |
| 383        | Legends of Tomorrow       | 16        | 3         | "I, Ava"                                                         | 26 de março de 2018                                                     | Episódio de televisão  |                         |
| 384        | Arrow                     |           | 6         | 16                                                               | "The Thanatos Guild"                                                    | Episódio de televisão  | 29 de março de 2018     |
| 385        | Legends of Tomorrow       |           | 3         | 17                                                               | "Guest Starring John Noble"                                             | Episódio de televisão  | 2 de abril de 2018      |
| 386        | Arrow                     |           | 6         | 17                                                               | "Brothers in Arms"                                                      | Episódio de televisão  | 5 de abril de 2018      |
| 387        | Legends of Tomorrow       |           | 3         | 18                                                               | "The Good, the Bad, and the Cuddly"                                     | Episódio de televisão  | 9 de abril de 2018      |
| 388        | The Flash                 |           | 4         | 17                                                               | "Null and Annoyed"                                                      | Episódio de televisão  | 10 de abril de 2018     |
| 389        | Arrow                     |           | 6         | 18                                                               | "Fundamentals"                                                          | Episódio de televisão  | 12 de abril de 2018     |
| 390        | Supergirl                 |           | 3         | 14                                                               | "Schott Through the Heart"                                              | Episódio de televisão  | 18 de abril de 2018     |
| 391        | The Flash                 |           | 4         | 18                                                               | "Lose Yourself"                                                         | Episódio de televisão  | 17 de abril de 2018     |
| 392        | Arrow                     |           | 6         | 19                                                               | "The Dragon"                                                            | Episódio de televisão  | 19 de abril de 2018     |
| 393        | Supergirl                 |           | 3         | 15                                                               | "In Search of Lost Time"                                                | Episódio de televisão  | 23 de abril de 2018     |
| 394        | The Flash                 |           | 4         | 19                                                               | "Fury Rogue"                                                            | Episódio de televisão  | 24 de abril de 2018     |
| 395        | Arrow                     |           | 6         | 20                                                               | "Shifting Allegiances"                                                  | Episódio de televisão  | 26 de abril de 2018     |
| 396        | Supergirl                 |           | 3         | 16                                                               | "Of Two Minds"                                                          | Episódio de televisão  | 30 de abril de 2018     |
| 397        | The Flash                 |           | 4         | 20                                                               | "Therefore She Is"                                                      | Episódio de televisão  | 1 de maio de 2018       |
| 398        | Arrow                     |           | 6         | 21                                                               | "Docket No. 11-19-41-73"                                                | Episódio de televisão  | 3 de maio de 2018       |
| 399        | Supergirl                 |           | 3         | 17                                                               | "Trinity"                                                               | Episódio de televisão  | 7 de maio de 2018       |
| 400        | The Flash                 |           | 4         | 21                                                               | "Harry and the Harrisons"                                               | Episódio de televisão  | 8 de maio de 2018       |
| 401        | Arrow                     |           | 6         | 22                                                               | "The Ties That Bind"                                                    | Episódio de televisão  | 10 de maio de 2018      |
| 402        | Supergirl                 |           | 3         | 18                                                               | "Shelter from the Storm"                                                | Episódio de televisão  | 14 de maio de 2018      |
| 403        | The Flash                 |           | 4         | 22                                                               | "Think Fast"                                                            | Episódio de televisão  | 15 de maio de 2018      |
| 404        | Arrow                     |           | 6         | 23                                                               | "Life Sentence"                                                         | Episódio de televisão  | 17 de maio de 2018      |
| 405        | Supergirl                 |           | 3         | 19                                                               | "The Fanatical"                                                         | Episódio de televisão  | 21 de maio de 2018      |
| 406        | The Flash                 |           | 4         | 23                                                               | "We Are the Flash"                                                      | Episódio de televisão  | 22 de maio de 2018      |
| 407        | Supergirl                 |           | 3         | 20                                                               | "Dark Side of the Moon"                                                 | Episódio de televisão  | 28 de maio de 2018      |
| 408        | Supergirl                 | 21        | 3         | "Not Kansas"                                                     | 4 de junho de 2018                                                      | Episódio de televisão  |                         |
| 409        | Supergirl                 | 22        | 3         | "Make it Reign"                                                  | 11 de junho de 2018                                                     | Episódio de televisão  |                         |
| 410        | Supergirl                 | 23        | 3         | "Battles Lost and Won"                                           | 18 de junho de 2018                                                     | Episódio de televisão  |                         |
| 411        | The Flash                 | —         | —         | —                                                                | "The Flash: Climate Changeling"                                         | Livro                  | 31 de julho de 2018     |
| 412        | Black Lightning           |           | 1         | 1                                                                | "The Resurrection"                                                      | Episódio de televisão  | 16 de janeiro de 2018   |
| 413        | Black Lightning           | 2         | 1         | "Lawanda: The Book of Hope"                                      | 23 de janeiro de 2018                                                   | Episódio de televisão  |                         |
| 414        | Black Lightning           | 3         | 1         | "Lawanda: The Book of Burial"                                    | 30 de janeiro de 2018                                                   | Episódio de televisão  |                         |
| 415        | Black Lightning           | 4         | 1         | "Black Jesus"                                                    | 6 de fevereiro de 2018                                                  | Episódio de televisão  |                         |
| 416        | Black Lightning           | 5         | 1         | "And Then the Devil Brought the Plague: The Book of Green Light" | 13 de fevereiro de 2018                                                 | Episódio de televisão  |                         |
| 417        | Black Lightning           | 6         | 1         | "Three Sevens: The Book of Thunder"                              | 27 de fevereiro de 2018                                                 | Episódio de televisão  |                         |
| 418        | Black Lightning           | 7         | 1         | "The Book of Fate"                                               | 6 de março de 2018                                                      | Episódio de televisão  |                         |
| 419        | Black Lightning           | 8         | 1         | "The Book of Revelations"                                        | 13 de março de 2018                                                     | Episódio de televisão  |                         |
| 420        | Black Lightning           | 9         | 1         | "The Book of Little Black Lies"                                  | 20 de março de 2018                                                     | Episódio de televisão  |                         |
| 421        | Black Lightning           | 10        | 1         | "Sins of the Father: The Book of Redemption"                     | 27 de março de 2018                                                     | Episódio de televisão  |                         |
| 422        | Black Lightning           | 11        | 1         | "Black Jesus: The Book of Crucifixion"                           | 3 de abril de 2018                                                      | Episódio de televisão  |                         |
| 423        | Black Lightning           | 12        | 1         | "The Resurrection and the Light: The Book of Pain"               | 10 de abril de 2018                                                     | Episódio de televisão  |                         |
| 424        | Black Lightning           | 13        | 1         | "Shadow of Death: The Book of War"                               | 17 de abril de 2018                                                     | Episódio de televisão  |                         |
| Ano Sete   |                           |           |           |                                                                  |                                                                         |                        |                         |
| 425        | The Flash                 |           | 5         | 1                                                                | "Nora"                                                                  | Episódio de televisão  | 9 de outubro de 2018    |
| 426        | Supergirl                 |           | 4         | 1                                                                | "American Alien"                                                        | Episódio de televisão  | 14 de outubro de 2018   |
| 427        | Arrow                     |           | 7         | 1                                                                | "Inmate 4587"                                                           | Episódio de televisão  | 15 de outubro de 2018   |
| 428        | The Flash                 |           | 5         | 2                                                                | "Blocked"                                                               | Episódio de televisão  | 16 de outubro de 2018   |
| 429        | Supergirl                 |           | 4         | 2                                                                | "Fallout"                                                               | Episódio de televisão  | 21 de outubro de 2018   |
| 430        | Arrow                     |           | 7         | 2                                                                | "The Longbow Hunters"                                                   | Episódio de televisão  | 22 de outubro de 2018   |
| 431        | Legends of Tomorrow       |           | 4         | 1                                                                | "The Virgin Gary"                                                       | Episódio de televisão  | 22 de outubro de 2018   |
| 432        | The Flash                 |           | 5         | 3                                                                | "The Death of Vibe"                                                     | Episódio de televisão  | 23 de outubro de 2018   |
| 433        | Supergirl                 |           | 4         | 3                                                                | "Man of Steel"                                                          | Episódio de televisão  | 28 de outubro de 2018   |
| 434        | Arrow                     |           | 7         | 3                                                                | "Crossing Lines"                                                        | Episódio de televisão  | 29 de outubro de 2018   |
| 435        | Legends of Tomorrow       |           | 4         | 2                                                                | "Witch Hunt"                                                            | Episódio de televisão  | 29 de outubro de 2018   |
| 436        | The Flash                 |           | 5         | 4                                                                | "News Flash"                                                            | Episódio de televisão  | 30 de outubro de 2018   |
| 437        | Supergirl                 |           | 4         | 4                                                                | "Ahimsa"                                                                | Episódio de televisão  | 4 de novembro de 2018   |
| 438        | Arrow                     |           | 7         | 4                                                                | "Level Two"                                                             | Episódio de televisão  | 5 de novembro de 2018   |
| 439        | Legends of Tomorrow       |           | 4         | 3                                                                | "Dancing Queen"                                                         | Episódio de televisão  | 5 de novembro de 2018   |
| 440        | Supergirl                 |           | 4         | 5                                                                | "Parasite Lost"                                                         | Episódio de televisão  | 11 de novembro de 2018  |
| 441        | Arrow                     |           | 7         | 5                                                                | "The Demon"                                                             | Episódio de televisão  | 12 de novembro de 2018  |
| 442        | Legends of Tomorrow       |           | 4         | 4                                                                | "Wet Hot American Bummer"                                               | Episódio de televisão  | 12 de novembro de 2018  |
| 443        | The Flash                 |           | 5         | 5                                                                | "All Doll'd Up"                                                         | Episódio de televisão  | 13 de novembro de 2018  |
| 444        | Batwoman                  |           | 1         | 1                                                                | "Pilot"                                                                 | Episódio de televisão  | 6 de outubro de 2019    |
| 445        | Supergirl                 |           | 4         | 6                                                                | "Call to Action"                                                        | Episódio de televisão  | 18 de novembro de 2018  |
| 446        | Arrow                     |           | 7         | 6                                                                | "Due Process"                                                           | Episódio de televisão  | 19 de novembro de 2018  |
| 447        | Legends of Tomorrow       |           | 4         | 5                                                                | "Tagumo Attacks!!!"                                                     | Episódio de televisão  | 19 de novembro de 2018  |
| 448        | The Flash                 |           | 5         | 6                                                                | "The Icicle Cometh"                                                     | Episódio de televisão  | 20 de novembro de 2018  |
| 449        | Batwoman                  |           | 1         | 2                                                                | "The Rabbit Hole"                                                       | Episódio de televisão  | 13 de outubro de 2019   |
| 450        | Supergirl                 |           | 4         | 7                                                                | "Rather the Fallen Angel"                                               | Episódio de televisão  | 25 de novembro de 2018  |
| 451        | Arrow                     |           | 7         | 7                                                                | "The Slabside Redemption"                                               | Episódio de televisão  | 26 de novembro de 2018  |
| 452        | Legends of Tomorrow       |           | 4         | 6                                                                | "Tender is the Nate"                                                    | Episódio de televisão  | 26 de novembro de 2018  |
| 453        | The Flash                 |           | 5         | 7                                                                | "O Come, All Ye Faithful"                                               | Episódio de televisão  | 27 de novembro de 2018  |
| 454        | Batwoman                  |           | 1         | 3                                                                | "Down Down Down"                                                        | Episódio de televisão  | 20 de outubro de 2019   |
| 455        | Supergirl                 |           | 4         | 8                                                                | "Bunker Hill"                                                           | Episódio de televisão  | 2 de dezembro de 2018   |
| 456        | Arrow                     |           | 7         | 8                                                                | "Unmasked"                                                              | Episódio de televisão  | 3 de dezembro de 2018   |
| 457        | Legends of Tomorrow       |           | 4         | 7                                                                | "Hell No, Dolly!"                                                       | Episódio de televisão  | 3 de dezembro de 2018   |
| 458        | The Flash                 |           | 5         | 8                                                                | "What's Past is Prologue"                                               | Episódio de televisão  | 4 de dezembro de 2018   |
| 459        | Batwoman                  |           | 1         | 4                                                                | "Who Are You?"                                                          | Episódio de televisão  | 27 de outubro de 2019   |
| 460        | The Flash                 |           | 5         | 9                                                                | "Elseworlds, Part 1"                                                    | Episódio de televisão  | 9 de dezembro de 2018   |
| 461        | Arrow                     |           | 7         | 9                                                                | "Elseworlds, Part 2"                                                    | Episódio de televisão  | 10 de dezembro de 2018  |
| 462        | Supergirl                 |           | 4         | 9                                                                | "Elseworlds, Part 3"                                                    | Episódio de televisão  | 11 de dezembro de 2018  |
| 463        | Legends of Tomorrow       |           | 4         | 8                                                                | "Legends of To-Meow-Meow"                                               | Episódio de televisão  | 10 de dezembro de 2018  |
| 464        | Batwoman                  |           | 1         | 5                                                                | "Mine is a Long and a Sad Tale"                                         | Episódio de televisão  | 3 de novembro de 2019   |
| 465        | The Flash                 |           | 5         | 10                                                               | "The Flash & the Furious"                                               | Episódio de televisão  | 15 de janeiro de 2019   |
| 466        | Supergirl                 |           | 4         | 10                                                               | "Suspicious Minds"                                                      | Episódio de televisão  | 20 de janeiro de 2019   |
| 467        | Arrow                     |           | 7         | 10                                                               | "My Name Is Emiko Queen"                                                | Episódio de televisão  | 21 de janeiro de 2019   |
| 468        | The Flash                 |           | 5         | 11                                                               | "Seeing Red"                                                            | Episódio de televisão  | 22 de janeiro de 2019   |
| 469        | Supergirl                 |           | 4         | 11                                                               | "Blood Memory"                                                          | Episódio de televisão  | 27 de janeiro de 2019   |
| 470        | Arrow                     |           | 7         | 11                                                               | "Past Sins"                                                             | Episódio de televisão  | 28 de janeiro de 2019   |
| 471        | The Flash                 |           | 5         | 12                                                               | "Memorabilia"                                                           | Episódio de televisão  | 29 de janeiro de 2019   |
| 472        | Arrow                     |           | 7         | 12                                                               | "Emerald Archer"                                                        | Episódio de televisão  | 4 de fevereiro de 2019  |
| 473        | The Flash                 |           | 5         | 13                                                               | "Goldfaced"                                                             | Episódio de televisão  | 5 de fevereiro de 2019  |
| 474        | Arrow                     |           | 7         | 13                                                               | "Star City Slayer"                                                      | Episódio de televisão  | 11 de fevereiro de 2019 |
| 475        | The Flash                 |           | 5         | 14                                                               | "Cause and XS"                                                          | Episódio de televisão  | 12 de fevereiro de 2019 |
| 476        | Supergirl                 |           | 4         | 12                                                               | "Menagerie"                                                             | Episódio de televisão  | 17 de fevereiro de 2019 |
| 477        | Supergirl                 | 13        | 4         | "What's So Funny About Truth, Justice, and the American Way?"    | 3 de março de 2019                                                      | Episódio de televisão  |                         |
| 478        | Arrow                     |           | 7         | 14                                                               | "Brothers & Sisters"                                                    | Episódio de televisão  | 4 de março de 2019      |
| 479        | The Flash                 |           | 5         | 15                                                               | "King Shark vs. Gorilla Grodd"                                          | Episódio de televisão  | 5 de março de 2019      |
| 480        | Supergirl                 |           | 4         | 14                                                               | "Stand and Deliver"                                                     | Episódio de televisão  | 10 de março de 2019     |
| 481        | Arrow                     |           | 7         | 15                                                               | "Training Day"                                                          | Episódio de televisão  | 11 de março de 2019     |
| 482        | The Flash                 |           | 5         | 16                                                               | "Failure Is an Orphan"                                                  | Episódio de televisão  | 12 de março de 2019     |
| 483        | Supergirl                 |           | 4         | 15                                                               | "O Brother, Where Art Thou?"                                            | Episódio de televisão  | 17 de março de 2019     |
| 484        | Arrow                     |           | 7         | 16                                                               | "Star City 2040"                                                        | Episódio de televisão  | 18 de março de 2019     |
| 485        | The Flash                 |           | 5         | 17                                                               | "Time Bomb"                                                             | Episódio de televisão  | 19 de março de 2019     |
| 486        | Supergirl                 |           | 4         | 16                                                               | "The House of L"                                                        | Episódio de televisão  | 24 de março de 2019     |
| 487        | Arrow                     |           | 7         | 17                                                               | "Inheritance"                                                           | Episódio de televisão  | 25 de março de 2019     |
| 488        | Supergirl                 |           | 4         | 17                                                               | "All About Eve"                                                         | Episódio de televisão  | 31 de março de 2019     |
| 489        | Legends of Tomorrow       |           | 4         | 9                                                                | "Lucha de Apuestas"                                                     | Episódio de televisão  | 1 de abril de 2019      |
| 490        | Legends of Tomorrow       | 10        | 4         | "The Getaway"                                                    | 8 de abril de 2019                                                      | Episódio de televisão  |                         |
| 491        | Arrow                     |           | 7         | 18                                                               | "Lost Canary"                                                           | Episódio de televisão  | 15 de abril de 2019     |
| 492        | Legends of Tomorrow       |           | 4         | 11                                                               | "Séance & Sensibility"                                                  | Episódio de televisão  | 15 de abril de 2019     |
| 493        | The Flash                 |           | 5         | 18                                                               | "Godspeed"                                                              | Episódio de televisão  | 16 de abril de 2019     |
| 494        | Supergirl                 |           | 4         | 18                                                               | "Crime and Punishment"                                                  | Episódio de televisão  | 21 de abril de 2019     |
| 495        | Arrow                     |           | 7         | 19                                                               | "Spartan"                                                               | Episódio de televisão  | 22 de abril de 2019     |
| 496        | Legends of Tomorrow       |           | 4         | 12                                                               | "The Eggplant, the Witch & the Wardrobe"                                | Episódio de televisão  | 22 de abril de 2019     |
| 497        | The Flash                 |           | 5         | 19                                                               | "Snow Pack"                                                             | Episódio de televisão  | 23 de abril de 2019     |
| 498        | Supergirl                 |           | 4         | 19                                                               | "American Dreamer"                                                      | Episódio de televisão  | 28 de abril de 2019     |
| 499        | Arrow                     |           | 7         | 20                                                               | "Confessions"                                                           | Episódio de televisão  | 22 de abril de 2019     |
| 500        | Legends of Tomorrow       |           | 4         | 13                                                               | "Egg MacGuffin"                                                         | Episódio de televisão  | 29 de abril de 2019     |
| 501        | The Flash                 |           | 5         | 20                                                               | "Gone Rogue"                                                            | Episódio de televisão  | 30 de abril de 2019     |
| 502        | Supergirl                 |           | 4         | 20                                                               | "Will the Real Miss Tessmacher Please Stand Up?"                        | Episódio de televisão  | 5 de maio de 2019       |
| 503        | Arrow                     |           | 7         | 21                                                               | "Living Proof"                                                          | Episódio de televisão  | 6 de maio de 2019       |
| 504        | Legends of Tomorrow       |           | 4         | 14                                                               | "Nip/Stuck"                                                             | Episódio de televisão  | 6 de maio de 2019       |
| 505        | The Flash                 |           | 5         | 21                                                               | "The Girl with the Red Lightning"                                       | Episódio de televisão  | 7 de maio de 2019       |
| 506        | Supergirl                 |           | 4         | 21                                                               | "Red Dawn"                                                              | Episódio de televisão  | 12 de maio de 2019      |
| 507        | Arrow                     |           | 7         | 22                                                               | "You Have Saved This City"                                              | Episódio de televisão  | 13 de maio de 2019      |
| 508        | Legends of Tomorrow       |           | 4         | 15                                                               | "Terms of Service"                                                      | Episódio de televisão  | 13 de maio de 2019      |
| 509        | The Flash                 |           | 5         | 22                                                               | "Legacy"                                                                | Episódio de televisão  | 14 de maio de 2019      |
| 510        | Supergirl                 |           | 4         | 22                                                               | "The Quest for Peace"                                                   | Episódio de televisão  | 19 de maio de 2019      |
| 511        | Legends of Tomorrow       |           | 4         | 16                                                               | "Hey, World!"                                                           | Episódio de televisão  | 20 de maio de 2019      |
| 512        | Black Lightning           |           | 2         | 1                                                                | "The Book of Consequences: Chapter One: Rise of the Green Light Babies" | Episódio de televisão  | 9 de outubro de 2018    |
| 513        | Black Lightning           | 2         | 2         | "The Book of Consequences: Chapter Two: Black Jesus Blues"       | 16 de outubro de 2018                                                   | Episódio de televisão  |                         |
| 514        | Black Lightning           | 3         | 2         | "The Book of Consequences: Chapter Three: Master Lowry"          | 23 de outubro de 2018                                                   | Episódio de televisão  |                         |
| 515        | Black Lightning           | 4         | 2         | "The Book of Consequences: Chapter Four: Translucent Freak"      | 30 de outubro de 2018                                                   | Episódio de televisão  |                         |
| 516        | Black Lightning           | 5         | 2         | "The Book of Blood: Chapter One: Requiem"                        | 13 de novembro de 2018                                                  | Episódio de televisão  |                         |
| 517        | Black Lightning           | 6         | 2         | "The Book of Blood: Chapter Two: The Perdi"                      | 20 de novembro de 2018                                                  | Episódio de televisão  |                         |
| 518        | Black Lightning           | 7         | 2         | "The Book of Blood: Chapter Three: The Sange"                    | 27 de novembro de 2018                                                  | Episódio de televisão  |                         |
| 519        | Black Lightning           | 8         | 2         | "The Book of Rebellion: Chapter One: Exodus"                     | 4 de dezembro de 2018                                                   | Episódio de televisão  |                         |
| 520        | Black Lightning           | 9         | 2         | "The Book of Rebellion: Chapter Two: Gift of the Magi"           | 11 de dezembro de 2019                                                  | Episódio de televisão  |                         |
| 521        | Black Lightning           | 10        | 2         | "The Book of Rebellion: Chapter Three: Angelitos Negros"         | 21 de janeiro de 2019                                                   | Episódio de televisão  |                         |
| 522        | Black Lightning           | 11        | 2         | "The Book of Secrets: Chapter One: Prodigal Son"                 | 28 de janeiro de 2019                                                   | Episódio de televisão  |                         |
| 523        | Black Lightning           | 12        | 2         | "The Book of Secrets: Chapter Two: Just and Unjust"              | 4 de fevereiro de 2019                                                  | Episódio de televisão  |                         |
| 524        | Black Lightning           | 13        | 2         | "The Book of Secrets: Chapter Three: Pillar of Fire"             | 11 de fevereiro de 2019                                                 | Episódio de televisão  |                         |
| 525        | Black Lightning           | 14        | 2         | "The Book of Secrets: Chapter Four: Original Sin"                | 4 de março de 2019                                                      | Episódio de televisão  |                         |
| 526        | Black Lightning           | 15        | 2         | "The Book of the Apocalypse: Chapter One: The Alpha"             | 11 de março de 2019                                                     | Episódio de televisão  |                         |
| 527        | Black Lightning           | 16        | 2         | "The Book of the Apocalypse: Chapter Two: The Omega"             | 18 de março de 2019                                                     | Episódio de televisão  |                         |
| Ano Oito   |                           |           |           |                                                                  |                                                                         |                        |                         |
| 528        | Supergirl                 |           | 5         | 1                                                                | "Event Horizon"                                                         | Episódio de televisão  | 6 de outubro de 2019    |
| 529        | Black Lightning           |           | 3         | 1                                                                | "The Book of Occupation: Chapter One: Birth of the Blackbird"           | Episódio de televisão  | 7 de outubro de 2019    |
| 530        | The Flash                 |           | 6         | 1                                                                | "Into the Void"                                                         | Episódio de televisão  | 8 de outubro de 2019    |
| 531        | Supergirl                 |           | 5         | 2                                                                | "Stranger Beside Me"                                                    | Episódio de televisão  | 13 de outubro de 2019   |
| 532        | Black Lightning           |           | 3         | 2                                                                | "The Book of Occupation: Chapter Two: Maryam's Tasbih"                  | Episódio de televisão  | 14 de outubro de 2019   |
| 533        | The Flash                 |           | 6         | 2                                                                | "A Flash of the Lightning"                                              | Episódio de televisão  | 15 de outubro de 2019   |
| 534        | Arrow                     |           | 8         | 1                                                                | "Starling City"                                                         | Episódio de televisão  | 15 de outubro de 2019   |
| 535        | Supergirl                 |           | 5         | 3                                                                | "Blurred Lines"                                                         | Episódio de televisão  | 20 de outubro de 2019   |
| 536        | Black Lightning           |           | 3         | 3                                                                | "The Book of Occupation: Chapter Three: Agent Odell's Pipe-Dream"       | Episódio de televisão  | 21 de outubro de 2019   |
| 537        | The Flash                 |           | 6         | 3                                                                | "Dead Man Running"                                                      | Episódio de televisão  | 22 de outubro de 2019   |
| 538        | Arrow                     |           | 8         | 2                                                                | "Welcome to Hong Kong"                                                  | Episódio de televisão  | 22 de outubro de 2019   |
| 539        | Supergirl                 |           | 5         | 4                                                                | "In Plain Sight"                                                        | Episódio de televisão  | 27 de outubro de 2019   |
| 540        | Black Lightning           |           | 3         | 4                                                                | "The Book of Occupation: Chapter Four: Lynn's Ouroboros"                | Episódio de televisão  | 28 de outubro de 2019   |
| 541        | The Flash                 |           | 6         | 4                                                                | "There Will Be Blood"                                                   | Episódio de televisão  | 29 de outubro de 2019   |
| 542        | Arrow                     |           | 8         | 3                                                                | "Leap of Faith"                                                         | Episódio de televisão  | 29 de outubro de 2019   |
| 543        | Supergirl                 |           | 5         | 5                                                                | "Dangerous Liaisons"                                                    | Episódio de televisão  | 3 de novembro de 2019   |
| 544        | The Flash                 |           | 6         | 5                                                                | "Kiss Kiss Breach Breach"                                               | Episódio de televisão  | 5 de novembro de 2019   |
| 545        | Arrow                     |           | 8         | 4                                                                | "Present Tense"                                                         | Episódio de televisão  | 5 de novembro de 2019   |
| 546        | Supergirl                 |           | 5         | 6                                                                | "Confidence Women"                                                      | Episódio de televisão  | 10 de novembro de 2019  |
| 547        | Batwoman                  |           | 1         | 6                                                                | "I'll Be Judge, I'll Be Jury"                                           | Episódio de televisão  | 10 de novembro de 2019  |
| 548        | Black Lightning           |           | 3         | 5                                                                | "The Book of Occupation: Chapter Five: Requiem for Tavon"               | Episódio de televisão  | 11 de novembro de 2019  |
| 549        | Supergirl                 |           | 5         | 7                                                                | "Tremors"                                                               | Episódio de televisão  | 17 de novembro de 2019  |
| 550        | Batwoman                  |           | 1         | 7                                                                | "Tell Me the Truth"                                                     | Episódio de televisão  | 17 de novembro de 2019  |
| 551        | Black Lightning           |           | 3         | 6                                                                | "The Book of Resistance: Chapter One: Knocking on Heaven's Door"        | Episódio de televisão  | 18 de novembro de 2019  |
| 552        | The Flash                 |           | 6         | 6                                                                | "License to Elongate"                                                   | Episódio de televisão  | 19 de novembro de 2019  |
| 553        | Arrow                     |           | 8         | 5                                                                | "Prochnost"                                                             | Episódio de televisão  | 19 de novembro de 2019  |
| 554        | Black Lightning           |           | 3         | 7                                                                | "The Book of Resistance: Chapter Two: Henderson's Opus"                 | Episódio de televisão  | 25 de novembro de 2019  |
| 555        | The Flash                 |           | 6         | 7                                                                | "The Last Temptation of Barry Allen, Part 1"                            | Episódio de televisão  | 26 de novembro de 2019  |
| 556        | Arrow                     |           | 8         | 6                                                                | "Reset"                                                                 | Episódio de televisão  | 26 de novembro de 2019  |
| 557        | Supergirl                 |           | 5         | 8                                                                | "The Wrath of Rama Khan"                                                | Episódio de televisão  | 1 de dezembro de 2019   |
| 558        | Batwoman                  |           | 1         | 8                                                                | "A Mad Tea-Party"                                                       | Episódio de televisão  | 1 de dezembro de 2019   |
| 559        | Black Lightning           |           | 3         | 8                                                                | "The Book of Resistance: Chapter Three: The Battle of Franklin Terrace" | Episódio de televisão  | 2 de dezembro de 2019   |
| 560        | The Flash                 |           | 6         | 8                                                                | "The Last Temptation of Barry Allen, Part 2"                            | Episódio de televisão  | 3 de dezembro de 2019   |
| 561        | Arrow                     |           | 8         | 7                                                                | "Purgatory"                                                             | Episódio de televisão  | 3 de dezembro de 2019   |
| 562        | —                         | —         | —         | —                                                                | "Crisis on Infinite Earths Giant#1-2"                                   | História em quadrinhos | 15 de dezembro de 2019  |
| 563        | Supergirl                 |           | 5         | 9                                                                | "Crisis on Infinite Earths, Part 1"                                     | Episódio de televisão  | 8 de dezembro de 2019   |
| 564        | Batwoman                  |           | 1         | 9                                                                | "Crisis on Infinite Earths, Part 2"                                     | Episódio de televisão  | 9 de dezembro de 2019   |
| 565        | Black Lightning           |           | 3         | 9                                                                | "The Book of Resistance: Chapter Four: Earth Crisis"                    | Episódio de televisão  | 10 de dezembro de 2019  |
| 566        | The Flash                 |           | 6         | 9                                                                | "Crisis on Infinite Earths, Part 3"                                     | Episódio de televisão  | 10 de dezembro de 2019  |
| 567        | Arrow                     |           | 8         | 8                                                                | "Crisis on Infinite Earths, Part 4"                                     | Episódio de televisão  | 14 de janeiro de 2020   |
| 568        | Legends of Tomorrow       |           | 5         | 1                                                                | "Crisis on Infinite Earths, Part 5"                                     | Episódio de televisão  | 14 de janeiro de 2020   |
| 569        | Supergirl                 |           | 5         | 10                                                               | "The Bottle Episode"                                                    | Episódio de televisão  | 19 de janeiro de 2020   |
| 570        | Batwoman                  |           | 1         | 10                                                               | "How Queer Everything Is Today!"                                        | Episódio de televisão  | 19 de janeiro de 2020   |
| 571        | Black Lightning           |           | 3         | 10                                                               | "The Book of Markovia: Chapter One: Blessings and Curses Reborn"        | Episódio de televisão  | 20 de janeiro de 2020   |
| 572        | Arrow                     |           | 8         | 9                                                                | "Green Arrow & The Canaries"                                            | Episódio de televisão  | 21 de janeiro de 2020   |
| 573        | Legends of Tomorrow       |           | 5         | 1                                                                | "Meet the Legends"                                                      | Episódio de televisão  | 21 de janeiro de 2020   |
| 574        | Supergirl                 |           | 5         | 11                                                               | "Back From the Future, Part 1"                                          | Episódio de televisão  | 26 de janeiro de 2020   |
| 575        | Batwoman                  |           | 1         | 11                                                               | "An Un-Birthday Present"                                                | Episódio de televisão  | 26 de janeiro de 2020   |
| 576        | Black Lightning           |           | 3         | 11                                                               | "The Book of Markovia: Chapter Two: Lynn's Addiction"                   | Episódio de televisão  | 27 de janeiro de 2020   |
| 577        | Arrow                     |           | 8         | 10                                                               | "Fadeout"                                                               | Episódio de televisão  | 28 de janeiro de 2020   |
| 578        | Black Lightning           |           | 3         | 12                                                               | "The Book of Markovia: Chapter Three: Motherless ID"                    | Episódio de televisão  | 3 de fevereiro de 2020  |
| 579        | The Flash                 |           | 6         | 10                                                               | "Marathon"                                                              | Episódio de televisão  | 4 de fevereiro de 2020  |
| 580        | Legends of Tomorrow       |           | 5         | 2                                                                | "Miss Me, Kiss Me, Love Me"                                             | Episódio de televisão  | 4 de fevereiro de 2020  |
| 581        | Black Lightning           |           | 3         | 13                                                               | "The Book of Markovia: Chapter Four: Grab the Strap"                    | Episódio de televisão  | 10 de fevereiro de 2020 |
| 582        | The Flash                 |           | 6         | 11                                                               | "Love Is A Battlefield"                                                 | Episódio de televisão  | 11 de fevereiro de 2020 |
| 583        | Legends of Tomorrow       |           | 5         | 3                                                                | "Slay Anything"                                                         | Episódio de televisão  | 11 de fevereiro de 2020 |
| 584        | Supergirl                 |           | 5         | 12                                                               | "Back From the Future, Part 2"                                          | Episódio de televisão  | 16 de fevereiro de 2020 |
| 585        | Batwoman                  |           | 1         | 12                                                               | "Take Your Choice"                                                      | Episódio de televisão  | 16 de fevereiro de 2020 |
| 586        | The Flash                 |           | 6         | 12                                                               | "A Girl Named Sue"                                                      | Episódio de televisão  | 18 de fevereiro de 2020 |
| 587        | Legends of Tomorrow       |           | 5         | 4                                                                | "A Head of Her Time"                                                    | Episódio de televisão  | 18 de fevereiro de 2020 |
| 588        | Supergirl                 |           | 5         | 13                                                               | "It's a Super Life"                                                     | Episódio de televisão  | 23 de fevereiro de 2020 |
| 589        | Batwoman                  |           | 1         | 13                                                               | "Drink Me"                                                              | Episódio de televisão  | 23 de fevereiro de 2020 |
| 590        | Black Lightning           |           | 3         | 14                                                               | "The Book of War: Chapter One: Homecoming"                              | Episódio de televisão  | 24 de fevereiro de 2020 |
| 591        | The Flash                 |           | 6         | 13                                                               | "Grodd Friended Me"                                                     | Episódio de televisão  | 25 de fevereiro de 2020 |
| 592        | Legends of Tomorrow       |           | 5         | 5                                                                | "Mortal Khanbat"                                                        | Episódio de televisão  | 25 de fevereiro de 2020 |
| 593        | Black Lightning           |           | 3         | 15                                                               | "The Book of War: Chapter Two: Freedom Ain't Free"                      | Episódio de televisão  | 2 de março de 2020      |
| 594        | Supergirl                 |           | 5         | 14                                                               | "The Bodyguard"                                                         | Episódio de televisão  | 8 de março de 2020      |
| 595        | Batwoman                  |           | 1         | 14                                                               | "Grinning From Ear to Ear"                                              | Episódio de televisão  | 8 de março de 2020      |
| 596        | Black Lightning           |           | 3         | 16                                                               | "The Book of War: Chapter Three: Liberation"                            | Episódio de televisão  | 9 de março de 2020      |
| 597        | The Flash                 |           | 6         | 14                                                               | "Death of the Speed Force"                                              | Episódio de televisão  | 10 de março de 2020     |
| 598        | Legends of Tomorrow       |           | 5         | 6                                                                | "Mr. Parker's Cul-De-Sac"                                               | Episódio de televisão  | 10 de março de 2020     |
| 599        | Supergirl                 |           | 5         | 15                                                               | "Reality Bytes"                                                         | Episódio de televisão  | 15 de março de 2020     |
| 600        | Batwoman                  |           | 1         | 15                                                               | "Off with Her Head"                                                     | Episódio de televisão  | 15 de março de 2020     |
| 601        | The Flash                 |           | 6         | 15                                                               | "Exorcism of Nash Wells"                                                | Episódio de televisão  | 17 de março de 2020     |
| 602        | Legends of Tomorrow       |           | 5         | 7                                                                | "Romeo v Juliet: Dawn of Justness"                                      | Episódio de televisão  | 17 de março de 2020     |
| 603        | Supergirl                 |           | 5         | 16                                                               | "Alex in Wonderland"                                                    | Episódio de televisão  | 22 de março de 2020     |
| 604        | Batwoman                  |           | 1         | 16                                                               | "Through the Looking-Glass"                                             | Episódio de televisão  | 22 de março de 2020     |
| 605        | Legends of Tomorrow       |           | 5         | 8                                                                | "Zari, Not Zari"                                                        | Episódio de televisão  | 24 de março de 2020     |
| 606        | The Flash                 |           | 6         | 16                                                               | "So Long and Goodnight"                                                 | Episódio de televisão  | 21 de abril de 2020     |
| 607        | Batwoman                  |           | 1         | 17                                                               | "A Narrow Escape"                                                       | Episódio de televisão  | 26 de abril de 2020     |
| 608        | The Flash                 |           | 6         | 17                                                               | "Liberation"                                                            | Episódio de televisão  | 28 de abril de 2020     |
| 609        | Legends of Tomorrow       |           | 5         | 9                                                                | "The Great British Fake Off"                                            | Episódio de televisão  | 28 de abril de 2020     |
| 610        | Batwoman                  |           | 1         | 18                                                               | "If You Believe in Me, I'll Believe in You"                             | Episódio de televisão  | 3 de maio de 2020       |
| 611        | Supergirl                 |           | 5         | 17                                                               | "Deus Lex Machina"                                                      | Episódio de televisão  | 3 de maio de 2020       |
| 612        | The Flash                 |           | 6         | 18                                                               | "Pay the Piper"                                                         | Episódio de televisão  | 5 de maio de 2020       |
| 613        | Legends of Tomorrow       |           | 5         | 10                                                               | "Ship Broken"                                                           | Episódio de televisão  | 5 de maio de 2020       |
| 614        | Batwoman                  |           | 1         | 19                                                               | "A Secret Kept from All the Rest"                                       | Episódio de televisão  | 10 de maio de 2020      |
| 615        | Supergirl                 |           | 5         | 18                                                               | "The Missing Link"                                                      | Episódio de televisão  | 10 de maio de 2020      |
| 616        | The Flash                 |           | 6         | 19                                                               | "Success is Assured"                                                    | Episódio de televisão  | 12 de maio de 2020      |
| 617        | Legends of Tomorrow       |           | 5         | 11                                                               | "Freaks and Greeks"                                                     | Episódio de televisão  | 12 de maio de 2020      |
| 618        | Batwoman                  |           | 1         | 20                                                               | "O, Mouse!"                                                             | Episódio de televisão  | 17 de maio de 2020      |
| 619        | Supergirl                 |           | 5         | 19                                                               | "Immortal Kombat"                                                       | Episódio de televisão  | 17 de maio de 2020      |
| 620        | Legends of Tomorrow       |           | 5         | 12                                                               | "I Am Legends"                                                          | Episódio de televisão  | 19 de maio de 2020      |
| 621        | Legends of Tomorrow       | 13        | 5         | "The One Where We're Trapped on TV"                              | 26 de maio de 2020                                                      | Episódio de televisão  |                         |
| 622        | Legends of Tomorrow       | 14        | 5         | "Swan Thong"                                                     | 2 de junho de 2020                                                      | Episódio de televisão  |                         |
| Ano Nove   |                           |           |           |                                                                  |                                                                         |                        |                         |

O Ano Nove da cronologia das séries do Universo Arrow será composto pela segunda temporada de Batwoman, que estreia em 17 de janeiro de 2021, pela quarta e última temporada de Black Lightning, que estreia em 8 de fevereiro de 2021, pela sétima temporada de The Flash, e pela primeira temporada da nova série da The CW, Superman & Lois, que estreiam em 23 de fevereiro de 2021. Também farão parte do Ano Nove, a sexta e última temporada de Supergirl e a sexta temporada de Legends of Tomorrow, previstas para estrear no meio de 2021.